# Problema de la transformación

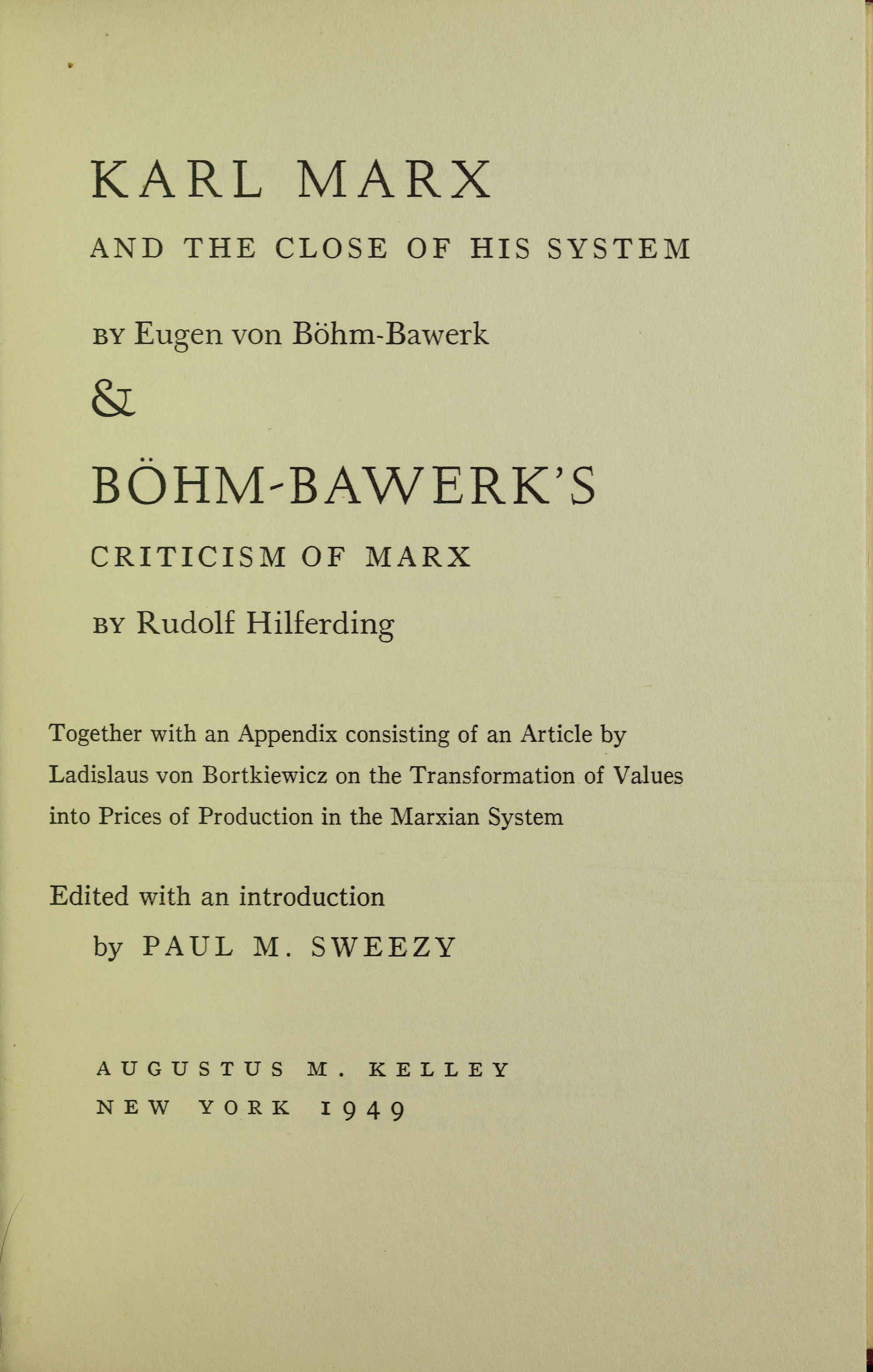
Frontispicio de las obras La conclusión del sistema marxiano de Eugen Böhm von Bawerk, La critica de Böhm-Bawerk a Marx de Rudolf Hilferding, más un apéndice de Ladislaus Bortkiewicz donde se debate acerca del "problema de la transformación", edición de Paul Sweezy (1949).

En discusiones del siglo XX y XXI sobre la crítica de la economía política de Karl Marx y la economía marxista, el llamado problema de la transformación se trata de la cuestión para encontrar una regla general mediante la cual transformar los "valores" de las mercancías (basados en su contenido de trabajo socialmente necesario, según la teoría del valor-trabajo) en sus "precios de producción" (por los cuales oscilan los precios competitivos del mercado).

El problema del que debemos ocuparnos es conocido. En las diversas esferas de producción, la composición orgánica del capital, la proporción entre capital c (constante, consumido en medios de producción) y v (variable, consumido en salario) es distinta. Pero ya que sólo la parte variable produce nuevo valor, por tanto también plusvalía, la masa de plusvalía producida por capitales de igual magnitud varía de acuerdo con la composición orgánica de estos capitales, o sea de acuerdo a la proporción en que el capital total se divide en capital constante y variable. Pero entonces también la cuota de ganancia, la proporción entre la plusvalía y el capital total, es distinta. Según la ley del valor, capitales iguales producen ganancias diferentes de acuerdo con la cantidad de trabajo vivo que ponen en movimiento. Pero esto contradice la realidad, en la que capitales iguales, cualquiera que sea su composición, producen igual ganancia.

La dificultad esencial es: dado que se obtienen las ganancias, en forma de plusvalía, a partir de insumos de trabajo directo, y que la relación entre insumos de trabajo directo e insumos de capital variaba ampliamente entre mercancías, ¿cómo se podría conciliar esto con una tendencia hacia una tasa de ganancia media sobre todo el capital invertido entre industrias, si tal tendencia (como la predijeron Marx y Ricardo) existe; y cómo se modela la conversión de valores en precios de producción?
Este problema fue introducido por Friedrich Engels en el prólogo del tomo II de El capital como un desafío a la economía clásica. Marx esbozó una solución en el capítulo 9 del tomo III mediante su teoría de "precios de producción". Marx acepta que los precios divergen de los valores del trabajo, pero la suma de todos los precios es igual a la suma de todos los valores agregados dada la formación de una tasa de ganancia media entre todas las industrias. 
La transformación requiere encontrar un algoritmo en el que la magnitud del valor agregado por el trabajo, en proporción a su duración e intensidad, se contabilice suficientemente después de que este valor se distribuya a través de precios que reflejen una tasa igual de rendimiento del capital adelantado. Si hay una magnitud adicional de valor o una pérdida de valor después de la transformación, entonces la relación entre valores (proporcionales al trabajo) y precios (proporcionales al capital total adelantado) es incompleta. Por otro lado, dado que el capital invertido en la tasa de ganancia media se mide valores también debe de ser transformada dicha tasa medida, ya que un producto vendido a su precio de producción será el insumo del capital invertido para una futura producción. En consecuencia, una serie de "igualdades agregadas" deben mantenerse:
1. Suma total de valores = Suma total de precios de producción
2. Masa del plusvalor = Masa de ganancia
3. Tasa de ganancia en valores = Tasa de ganancia en precios de producción

El problema ha sido objeto de crítica del marxismo y, en consecuencia, ha sido adaptado o reinterpretado por sus defensores. Los críticos argumentan que el problema invalida la ley del valor de Marx, y por lo tanto sus argumentos económicos. Los defensores de la teoría de Marx tienden a resolver el problema mediante distintas interpretaciones de la obra de Marx o demostrar que no invalida sus teorías. No fue hasta la segunda mitad del siglo XX que se intentó resolver este problema de forma matemática. Se han ofrecido varias soluciones y teoremas de imposibilidad para la transformación, pero el debate no ha llegado a ninguna resolución clara. 

## Exposición lógica del problema

### Teoría clásica del valor-trabajo

#### Caso más simple: solo costos del trabajo

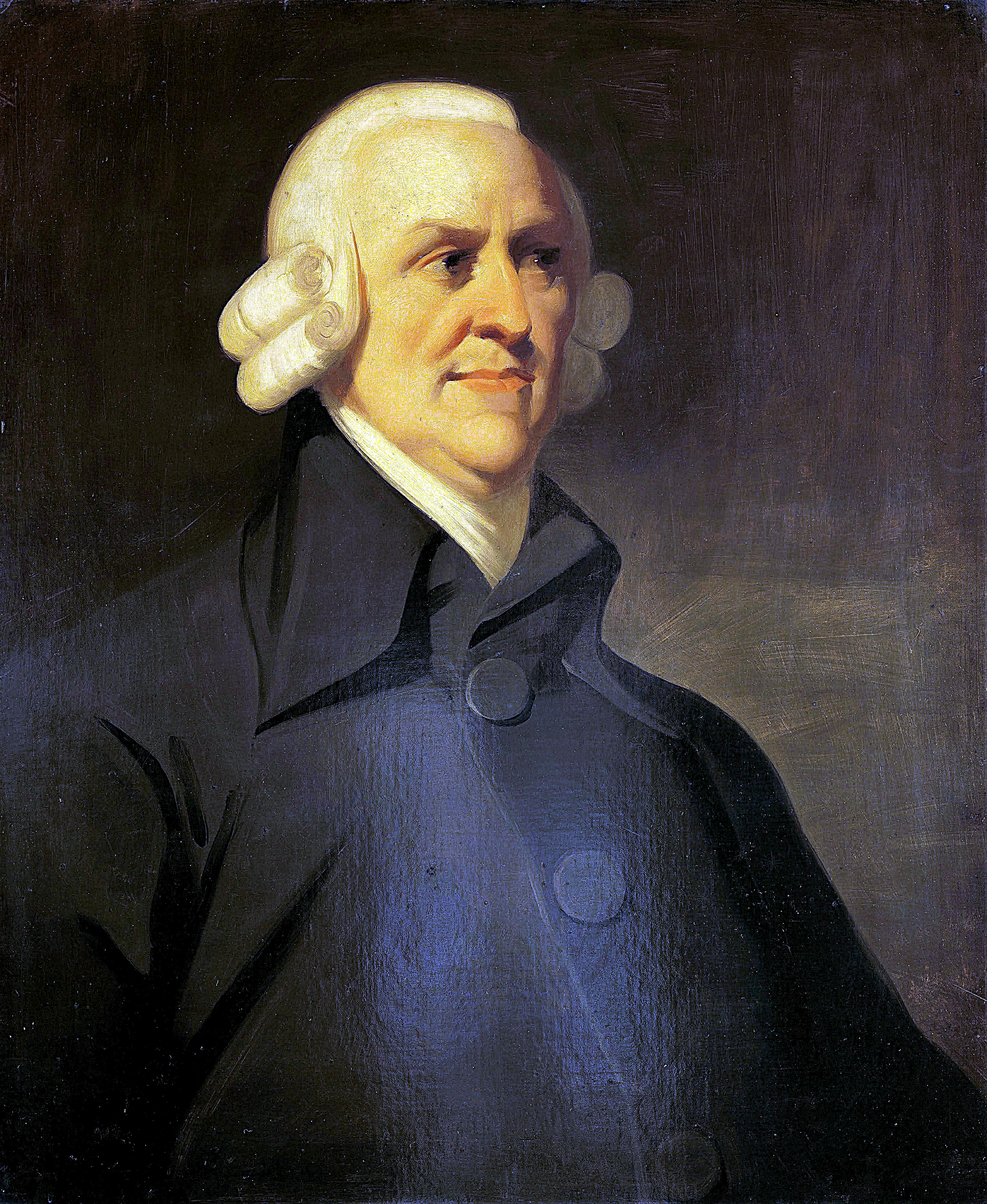
Adam Smith presenta en La riqueza de las naciones el famoso ejemplo donde en "estado rudo y primitivo de la sociedad" un ciervo vale el doble que un castor si "cuesta habitualmente el doble de trabajo cazar un castor que un ciervo".

Consideremos el sencillo ejemplo utilizado por Adam Smith para presentar el tema. Supongamos una economía de cazadores con tierra libre, sin esclavitud y sin una producción actual significativa de herramientas, en la que los castores {\displaystyle (B)} y ciervos {\displaystyle (D)} son cazados. En el lenguaje de los modelos de producción lineal modernos, llamemos a la unidad de insumo de trabajo requerida para la producción de cada bien {\displaystyle l_{i}}, dónde {\displaystyle i} tal vez {\displaystyle B} o {\displaystyle D} (es decir, {\displaystyle l_{B}} es el número de horas de trabajo uniforme que normalmente se requieren para atrapar un castor, y {\displaystyle l_{D}} un ciervo; (nótese que debemos asumir que el trabajo es uniforme para poder, más adelante, utilizar una tasa salarial uniforme).
En este caso, observó Smith, cada cazador estará dispuesto a intercambiar un ciervo (lo que le cuesta {\displaystyle l_{D}} horas) para {\displaystyle {l_{D} \over l_{B}}} castores. La proporción {\displaystyle {l_{D} \over l_{B}}} — es decir, la cantidad relativa de trabajo incorporado en la producción (unitaria) de ciervos con respecto a la producción — castores— da así la relación de intercambio entre ciervos y castores, el "precio relativo" de los ciervos en unidades de castores. Además, dado que los únicos costos aquí son los costos laborales, esta relación es también el "costo unitario relativo" del ciervo para cualquier salario uniforme competitivo dado {\displaystyle w}. Por tanto, la cantidad relativa de trabajo incorporado en la producción de ciervos coincide con el precio relativo competitivo de los ciervos en unidades de castores, que puede escribirse como {\displaystyle {P_{D} \over P_{B}}} (donde el {\displaystyle P} representa precios competitivos absolutos en alguna unidad de cuenta arbitraria, y se definen como {\displaystyle P_{i}=wl_{i}} ).

#### Costos de capital
Las cosas se vuelven más complicadas si la producción también utiliza algún bien de capital escaso. Supongamos que la caza requiere también algunas flechas {\displaystyle (A)}, con coeficientes de entrada iguales a {\displaystyle a_{i}}, lo que significa que para atrapar, por ejemplo, un castor necesitas usar {\displaystyle a_{B}} flechas, además {\displaystyle l_{B}} horas de trabajo. Ahora el costo unitario total (o precio competitivo absoluto) de los castores y los ciervos se convierte en
{\displaystyle P_{i}=wl_{i}+k_{A}a_{i},(i=B,D)}
dónde {\displaystyle k_{A}} denota el costo de capital incurrido al usar cada flecha.
Este costo de capital se compone de dos partes. Primero, está el costo de reposición de la flecha cuando se pierde en la producción. Esto es {\displaystyle P_{A}}, o el precio competitivo de las flechas, multiplicado por la proporción {\displaystyle h\leq 1} de flechas perdidas después de cada disparo. En segundo lugar, está el alquiler o devolución de la red que exige el propietario de las flechas (que puede ser o no la misma persona que el cazador que las utiliza). Esto se puede expresar como el producto {\displaystyle rP_{A}}, dónde {\displaystyle r} es la tasa de rendimiento neta (uniforme) del sistema.
Resumiendo y suponiendo una tasa de reemplazo uniforme {\displaystyle h}, los precios competitivos absolutos de los castores y los ciervos pueden escribirse como
{\displaystyle P_{i}=wl_{i}+(h+r)P_{A}a_{i}}
Sin embargo, todavía tenemos que determinar el precio competitivo de las flechas {\displaystyle P_{A}} . Suponiendo que las flechas se produzcan únicamente con mano de obra, con {\displaystyle l_{A}} horas-hombre por flecha, tenemos:
{\displaystyle P_{A}=wl_{A}}
Suponiendo además, por simplicidad, que {\displaystyle h=1} (es decir, todas las flechas se pierden después de un solo disparo, por lo que son capital circulante), los precios competitivos absolutos de los castores y los ciervos se convierten en:
{\displaystyle P_{i}=wl_{i}+(1+r)wl_{A}a_{i}}
Aquí, {\displaystyle l_{i}} es la cantidad de trabajo directamente incorporada en la producción unitaria de castores y ciervos, mientras que {\displaystyle l_{A}a_{i}} es el trabajo indirectamente así incorporado, a través de la producción previa de flechas. La suma de los dos,
{\displaystyle E_{i}=l_{i}+l_{A}a_{i}} ,
da la cantidad total de trabajo incorporado.
Ahora es obvio que el precio relativamente competitivo del ciervo {\displaystyle {P_{D} \over P_{B}}} ya no puede expresarse generalmente como la relación entre las cantidades totales de trabajo incorporado. Con {\displaystyle a_{i}>0} el radio {\displaystyle {E_{D} \over E_{B}}} corresponderá a {\displaystyle {P_{D} \over P_{B}}} sólo en dos casos muy especiales: si {\displaystyle r=0} ; o si {\displaystyle {l_{B} \over l_{D}}={a_{B} \over a_{D}}} . En general, las dos proporciones no sólo diferirán: {\displaystyle {P_{D} \over P_{B}}} puede cambiar para cualquier momento {\displaystyle {E_{D} \over E_{B}}}, si la tasa de rendimiento neta o los salarios varían.
Como se verá ahora, esta falta general de cualquier relación funcional entre {\displaystyle {E_{D} \over E_{B}}} y {\displaystyle {P_{D} \over P_{B}}}, del que Ricardo había sido especialmente consciente, está en el centro del problema de transformación de Marx. Para Marx, r es el cociente entre la plusvalía y el valor del capital adelantado a insumos no laborales, y suele ser positivo en una economía capitalista competitiva.

### Teoría del valor-trabajo de Marx

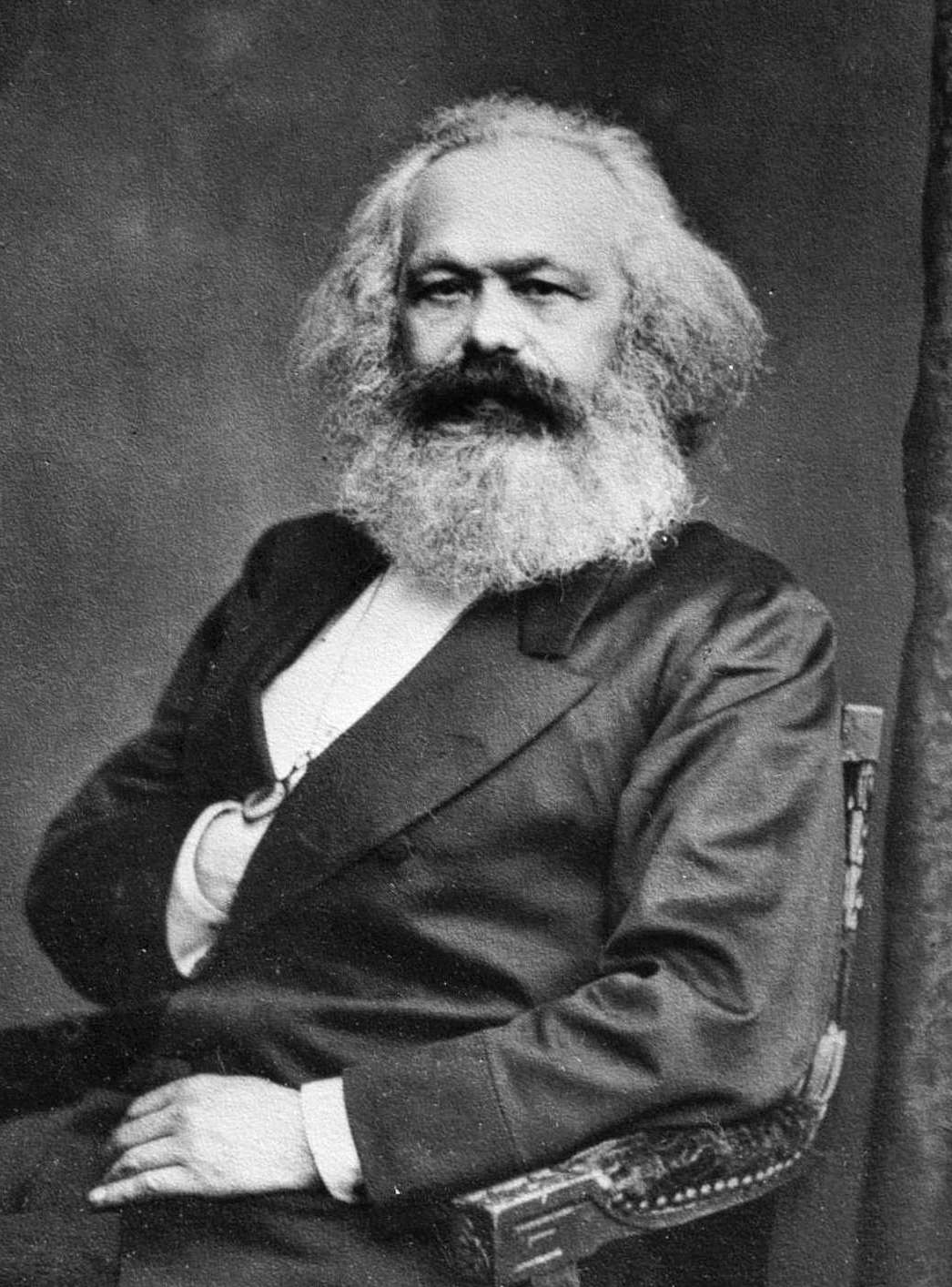
La teoría del valor de Karl Marx se desarrolló a partir de la teoría del valor-trabajo discutida por Adam Smith y utilizada por muchos economistas clásicos británicos.

Karl Marx define el valor de cambio como el número de horas de trabajo socialmente necesarias para producir una mercancía. Esto incluye dos elementos: primero, incluye las horas que un trabajador con habilidades y dedicación normales necesitaría para producir una mercancía en condiciones promedio y con el equipo habitual (Marx lo llama "trabajo vivo"). En segundo lugar, incluye el trabajo incorporado en las materias primas, herramientas y maquinaria utilizadas o desgastadas durante su producción (que Marx llama "trabajo muerto"). En el capitalismo, los trabajadores dedican una parte de su jornada laboral a reproducir el valor de sus medios de subsistencia, representados como salario (trabajo necesario), y una parte de su jornada a producir valor por encima y más allá de eso, denominado plusvalía, que se destina al capitalista (trabajo excedente).
Dado que, según Marx, la fuente de la ganancia capitalista es este excedente de trabajo de los trabajadores, y dado que en esta teoría sólo el trabajo nuevo y vivo produce valor, parecería lógico que las empresas con una baja composición orgánica (una mayor proporción de capital gastado sobre trabajo vivo) tendrían una tasa de ganancia más alta que las empresas con una alta composición orgánica (una mayor proporción de capital gastado en materias primas y medios de producción). Sin embargo, en los modelos de competencia perfecta clásica, las tasas de ganancia más altas generalmente no se encuentran en empresas con una composición orgánica baja, y las tasas de ganancia bajas generalmente no se encuentran en empresas con una composición orgánica alta. Más bien, hay una tendencia hacia la igualación de la tasa de ganancia en industrias de diferentes composiciones orgánicas. Es decir, en estos modelos sin barreras de entrada, los capitalistas son libres de desinvertir o invertir en cualquier industria, existe una tendencia hacia la formación de una tasa general de ganancias, constante en todas las industrias. Esta igualación de las tasas de ganancia fue aceptada por economistas como Adam Smith, David Ricardo,  John Stuart Mill y William Stanley Jevons.

Lo expuesto vale sobre la base que, en general, ha sido hasta ahora el fundamento de nuestro desarrollo: la de que las mercancías se vendan a sus valores. Por otra parte, no cabe duda alguna de que, en la realidad, y haciendo abstracción de diferencias irrelevantes, fortuitas y que se compensan, la diferencia entre las tasas medias de ganancia para los diversos ramos de la industria no existe ni podría existir sin abolir todo el sistema de la producción capitalista. Por tanto, pareciera que la teoría del valor resulta incompatible, en este caso, con el movimiento real, incompatible con los fenómenos efectivos de la producción, y que por ello debe renunciarse en general a comprender estos últimos.
—Karl Marx, El capital, tomo III, Capítulo 8

Marx esbozó el problema de la transformación como una solución teórica a esta discrepancia. La tendencia de la tasa de ganancia hacia la igualación significa que, en esta teoría, no existe una traducción simple del valor al dinero (por ejemplo, 1 hora de valor equivale a 20 dólares) que sea la misma en todos los sectores de la economía. Si bien una traducción tan simple puede ser aproximadamente cierta en general, Marx postuló que existe una desviación sistemática en toda la economía según las composiciones orgánicas de las diferentes industrias, de modo que 1 hora de valor equivale a 20 dólares multiplicado por T, donde T representa una factor de transformación que varía según la composición orgánica de la industria considerada.
En esta teoría, T es aproximadamente 1 en industrias donde la composición orgánica está cerca del promedio, menos de 1 en industrias donde la composición orgánica está por debajo del promedio y mayor que 1 en industrias donde la composición orgánica es superior al promedio.
Debido a que Marx estaba considerando sólo el trabajo socialmente necesario, esta variación entre industrias no tiene nada que ver con el trabajo calificado y mejor pagado versus el trabajo no calificado y peor pagado. Este factor de transformación varía sólo con respecto a las composiciones orgánicas de las diferentes industrias. Así, Marx "conectó la teoría del valor trabajo con la teoría monetaria". La teoría marxista es por una parte "un sistema de cálculo de valores" y por otra parte "un sistema de cálculo de precios, más concretamente, de precios de producción".

#### El trabajo como "sustancia generadora de valor"
Marx definió el "valor" de una mercancía como la cantidad total de trabajo socialmente necesario incorporado en su producción. Desarrolló este tipo especial de teoría del valor trabajo en el primer capítulo del tomo I de El capital. Debido a la influencia de la definición particular de valor de Marx en el problema de la transformación, se le cita extensamente donde sostiene lo siguiente:

Tomemos otras dos mercancías, por ejemplo el trigo y el hierro. Sea cual fuere su relación de cambio, ésta se podrá representar siempre por una ecuación en la que determinada cantidad de trigo se equipara a una cantidad cualquiera de hierro, por ejemplo: 1 quarter de trigo = a quintales de hierro. ¿Qué denota esta ecuación? Que existe algo común, de la misma magnitud, en dos cosas distintas, tanto en 1 quarter de trigo como en a quintales de hierro. Ambas, por consiguiente, son iguales a una tercera, que en sí y para sí no es ni la una ni la otra. Cada una de ellas, pues, en tanto es valor de cambio, tiene que ser reducible a esa tercera.

Ese algo común no puede ser una propiedad natural --geométrica, física, química o de otra índole-- de las mercancías. Sus propiedades corpóreas entran en consideración, única y exclusivamente, en la medida en que ellas hacen útiles a las mercancías, en que las hacen ser, pues, valores de uso.

Ahora bien, si ponemos a un lado el valor de uso del cuerpo de las mercancías, únicamente les restará una propiedad: la de ser productos del trabajo. […] Con el carácter útil de los productos del trabajo se desvanece el carácter útil de los trabajos representados en ellos y, por ende, se desvanecen también las diversas formas concretas de esos trabajos; éstos dejan de distinguirse, reduciéndose en su totalidad a trabajo humano indiferenciado, a trabajo abstractamente humano.

Un valor de uso o un bien, por ende, sólo tiene valor porque en él está objetivado o materializado trabajo abstractamente humano. ¿Cómo medir, entonces, la magnitud de su valor? Por la cantidad de "sustancia generadora de valor" --por la cantidad de trabajo-- contenida en ese valor de uso.

—Karl Marx, El capital, tomo I, Capítulo 1

#### Plusvalía y explotación
Marx distingue entre fuerza de trabajo como potencial para trabajar y trabajo, que es su uso real. Describe la fuerza de trabajo como una mercancía y, como todas las mercancías, Marx supone que, en promedio, se intercambia por su valor. Su valor está determinado por el valor de la cantidad de bienes necesarios para su reproducción.
Sin embargo, hay una diferencia entre el valor de la fuerza de trabajo y el valor producido por esa fuerza de trabajo en su uso. A diferencia de otras mercancías, en su uso, la fuerza de trabajo produce un nuevo valor más allá del utilizado por su uso. Esta diferencia se llama plusvalía y es para Marx la fuente de ganancia de los capitalistas. La apropiación del excedente de trabajo es lo que Marx denotó como explotación del trabajo.

#### Capital variable y constante
Como el trabajo produce en este sentido más que su propio valor, el insumo de trabajo directo se llama capital variable y se denota como {\displaystyle v}. La cantidad de valor que el trabajo vivo transmite al ciervo, en nuestro ejemplo anterior, varía según la intensidad de la explotación. En el ejemplo anterior, {\displaystyle v_{i}=l_{W}l_{i}}.
Por el contrario, el valor de otros insumos — en nuestro ejemplo, el trabajo pasado indirecto (o "muerto") plasmado en las flechas agotadas — se transmite al producto tal como está, sin adiciones. Por eso se le llama capital constante y se denota como c. El valor transmitido por la flecha al ciervo nunca puede ser mayor que el valor de la propia flecha. En nuestro ejemplo anterior, {\displaystyle c_{i}=l_{A}a_{i}}.

#### Fórmulas de valor
El valor total de cada bien producido es la suma de los tres elementos anteriores: capital constante, capital variable y plusvalía. En nuestro ejemplo anterior:
{\displaystyle p_{i}=c_{i}+v_{i}+s_{i}=l_{A}a_{i}+l_{W}l_{i}+s_{i}}
Dónde  {\displaystyle p_{i}} representa el valor marxiano (unitario) de los castores y los ciervos.
Sin embargo, de la definición de Marx de valor como trabajo total incorporado, también debe ser cierto que:
{\displaystyle p_{i}=l_{A}a_{i}+l_{i}=E_{i}}
Resolviendo para {\displaystyle s_{i}} Las dos relaciones anteriores se tienen:
{\displaystyle {s_{i} \over v_{i}}={(1-l_{W}) \over l_{W}}=\sigma }
para todos {\displaystyle i}.
Esta relación necesariamente uniforme {\displaystyle {s_{i} \over v_{i}}=\sigma } Marx lo llama tasa de explotación y permite reescribir las ecuaciones de valor de Marx como:
{\displaystyle p_{i}=c_{i}+v_{i}(1+\sigma )=l_{A}a_{i}+l_{W}l_{i}(1+\sigma )}

### Tablas económicas
Al igual que Ricardo, Marx creía — los valores laborales relativos {\displaystyle {p_{D} \over p_{B}}} en el ejemplo anterior — generalmente no corresponden a precios competitivos relativos — {\displaystyle {P_{D} \over P_{B}}} en el mismo ejemplo. Sin embargo, en el tomo 3 de El capital argumentó que los precios competitivos se obtienen a partir de valores a través de un proceso de transformación, mediante el cual los capitalistas redistribuyen entre ellos la plusvalía agregada dada del sistema de tal manera que se produzca una tendencia hacia una tasa igual de ganancia, {\displaystyle r}, entre sectores de la economía. Esto sucede debido a la tendencia de los capitalistas a trasladar su capital hacia sectores donde obtiene mayores rendimientos. A medida que la competencia se vuelve feroz en un sector determinado, la tasa de rendimiento cae, mientras que sucederá lo contrario en un sector con una tasa de rendimiento baja. Marx describe este proceso en detalle.

#### Razonamiento de Marx
Las dos tablas siguientes adaptan el ejemplo del ciervo, el castor y la flecha visto anteriormente (que, por supuesto, no se encuentra en Marx y es sólo una simplificación útil) para ilustrar el enfoque de Marx. En ambos casos se supone que las cantidades totales de castores y ciervos capturados son {\displaystyle Q_{B}} y {\displaystyle Q_{D}} respectivamente. También se supone que el salario real de subsistencia es un castor por unidad de trabajo, de modo que la cantidad de trabajo incorporado en él es {\displaystyle l_{W}=E_{B}=l_{A}a_{B}+l_{B}<1}. La tabla 1 muestra cómo se determina el monto total de plusvalía del sistema, que se muestra en la última fila.
| Sector   | Capital constante total {\displaystyle Q_{i}c_{i}} | Capital variable total {\displaystyle Q_{i}v_{i}} | Valor excedente total {\displaystyle \sigma Q_{i}v_{i}}          | Valor unitario {\displaystyle c_{i}+(1+\sigma )v_{i}}         |
| -------- | -------------------------------------------------- | ------------------------------------------------- | ---------------------------------------------------------------- | ------------------------------------------------------------- |
| Castores | {\displaystyle Q_{B}l_{A}a_{B}}                    | {\displaystyle Q_{B}(l_{A}a_{B}+l_{B})l_{B}}      | {\displaystyle \sigma Q_{B}(l_{A}a_{B}+l_{B})l_{B}}              | {\displaystyle l_{A}a_{B}+(1+\sigma )(l_{A}a_{B}+l_{B})l_{B}} |
| Ciervo   | {\displaystyle Q_{D}l_{A}a_{D}}                    | {\displaystyle Q_{D}(l_{A}a_{B}+l_{B})l_{D}}      | {\displaystyle \sigma Q_{D}(l_{A}a_{B}+l_{B})l_{D}}              | {\displaystyle l_{A}a_{D}+(1+\sigma )(l_{A}a_{B}+l_{B})l_{D}} |
| Total    |                                                    |                                                   | {\displaystyle \sigma (l_{A}a_{B}+l_{B})(Q_{B}l_{B}+Q_{D}l_{D})} |                                                               |

La tabla 2 ilustra cómo Marx pensó que este total se redistribuiría entre las dos industrias, como "beneficio" a una tasa de rendimiento uniforme, r, sobre capital constante. En primer lugar, para determinar r se utiliza la condición de que la "ganancia" total debe ser igual al plusvalor total (en la última fila de la tabla 2). Luego, el resultado se multiplica por el valor del capital constante de cada industria para obtener su "beneficio". Finalmente, cada precio competitivo (absoluto) en unidades de trabajo se obtiene, como la suma del capital constante, el capital variable y la "ganancia" por unidad de producción, en la última columna de la tabla 2.
| Sector   | Capital constante total {\displaystyle Q_{i}c_{i}} | Capital variable total {\displaystyle Q_{i}v_{i}} | Total de plusvalía redistribuída {\displaystyle rQ_{i}c_{i}}                                   | Precio competitivo resultante {\displaystyle v_{i}+(1+r)c_{i}} |
| -------- | -------------------------------------------------- | ------------------------------------------------- | ---------------------------------------------------------------------------------------------- | -------------------------------------------------------------- |
| Castores | {\displaystyle Q_{B}l_{A}a_{B}}                    | {\displaystyle Q_{B}(l_{A}a_{B}+l_{B})l_{B}}      | {\displaystyle rQ_{B}l_{A}a_{B}}                                                               | {\displaystyle (l_{A}a_{B}+l_{B})l_{B}+(1+r)l_{A}a_{B}}        |
| Ciervo   | {\displaystyle Q_{D}l_{A}a_{D}}                    | {\displaystyle Q_{D}(l_{A}a_{B}+l_{B})l_{D}}      | {\displaystyle rQ_{D}l_{A}a_{D}}                                                               | {\displaystyle (l_{A}a_{B}+l_{B})l_{D}+(1+r)l_{A}a_{D}}        |
| Total    |                                                    |                                                   | {\displaystyle rl_{A}(Q_{B}a_{B}+Q_{D}a_{D})=\sigma (l_{A}a_{B}+l_{B})(Q_{B}l_{B}+Q_{D}l_{D})} |                                                                |

Las tablas 1 y 2 son paralelas a las tablas en las que Marx elaboró su ejemplo numérico.

#### El supuesto error de Marx y su corrección
Economistas posteriores sostuvieron que las fórmulas de Marx para precios competitivos estaban equivocadas.
En primer lugar, el equilibrio competitivo requiere una tasa de rendimiento uniforme sobre el capital constante valorado a su precio, no a su valor marxiano, al contrario de lo que se hace en la tabla 2 anterior. En segundo lugar, los precios competitivos resultan de la suma de los costos valorados a los precios de las cosas, no como cantidades de trabajo incorporado. Así, tanto el cálculo de Marx de {\displaystyle r} y las sumas de sus fórmulas de precios no suman en todos los casos normales, donde, como en el ejemplo anterior, los precios competitivos relativos difieren de los valores marxistas relativos. Marx notó esto, pero pensó que no era significativo, afirmando en el capítulo 9 del tomo 3 de El Capital que "Nuestro presente análisis no necesita un examen más detenido de este punto".
El método de ecuaciones lineales simultáneas para calcular precios competitivos (relativos) en una economía de equilibrio es hoy muy conocido. En el modelo muy simplificado de las tablas 1 y 2, donde se supone que el salario es dado e igual al precio de los castores, la forma más conveniente es expresar dichos precios en unidades de castores, lo que significa normalizar {\displaystyle w=P_{B}=1} . Esto produce el precio (relativo) de las flechas como
{\displaystyle P_{A}=l_{A}} castores.
Sustituyendo esto en la condición de precio relativo de los castores,
{\displaystyle 1=l_{B}+(1+r)l_{A}a_{B}} ,
da la solución para la tasa de rendimiento como
{\displaystyle r={(1-l_{B}) \over (l_{A}a_{B})}-1}
Finalmente, la condición del precio del ciervo puede escribirse como
{\displaystyle P_{D}=l_{D}+(1+r)l_{A}a_{D}=l_{D}+{a_{D}(1-l_{B}) \over a_{B}}} .
Este último resultado, que da el precio competitivo correcto del ciervo en unidades de castores para el modelo simple utilizado aquí, es generalmente inconsistente con las fórmulas de precios de Marx de la tabla 2.

## Exposición histórica del problema
Adam Smith era consciente de la aparente incompatibilidad que presentaba la igualación de la tasa de ganancia entre sectores con la teoría del valor-trabajo, lo que le llevó a relegar esta teoría a un "estado rudo y primitivo de la sociedad" optando por una teoría del valor como costo de producción para sociedades capitalistas modernas. Por otra parte, David Ricardo intentó minimizar esta inconsistencia argumentando que generalmente la teoría del valor-trabajo era una buena aproximación (alrededor del 93%) bajo ciertas condiciones.

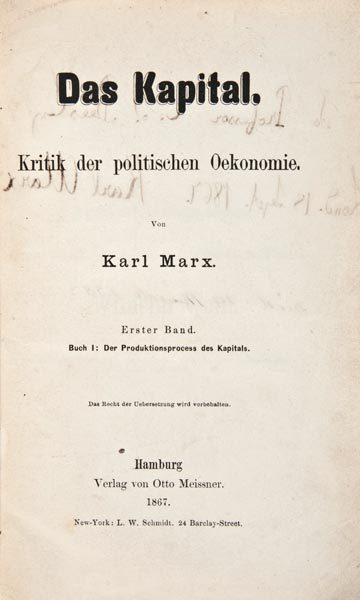
Una edición de El capital, tomo I (1867), donde Marx expone su teoría laboral del valor.

### Presentación de Marx yEl capital, tomo I
Karl Marx era consciente de este problema teórico cuando escribió La miseria de la filosofía (1847). Allí se cuestiona sobre cómo "la influencia que la acumulación de capitales y su distinta naturaleza (capitales fijos y capitales circulantes), así como el nivel de los salarios, pueden ejercer sobre el valor proporcional de los productos".

[L]a relación entre el trabajo manual y el capital fijo no es la misma en las diferentes ramas de producción, todas las ramas que emplean una masa relativamente mayor de capital fijo y menos obreros se verán forzadas tarde o temprano a bajar el precio de sus mercancías. [...] Por tanto, el alza general de salarios afectaría en menor medida a las ramas que, en comparación con las demás, emplean más máquinas y menos obreros. Pero la elevación de tales o cuales ganancias por encima de la cuota ordinaria sería sólo pasajera, ya que la competencia tiende siempre a nivelar los beneficios.

En Trabajo asalariado y capital (1849) Marx describió una "ley general que rige el alza y la baja del salario y la ganancia, en sus relaciones mutuas" donde establece que el alza de las ganancias (capital) es inversamente proporcional al alza de los salarios (trabajo) y viceversa. Marx recuerda que "lucros conseguidos por unos capitalistas a costa de otros dentro de la clase capitalista se nivelan necesariamente entre sí", por tanto la ley aún se impone.
En los Grundrisse (1857-9) señaló que en el capitalismo los precios de los bienes ya no se ajustan a sus valores intrínsecos, "son constantemente diferentes y no coinciden nunca, o sólo ocasionalmente y como excepción”. En el final de la Contribución a la crítica de la economía política (1859), Marx se refiere al argumento de que es la oferta y la demanda más que el trabajo lo que determina el valor de cambio:

[E]sta extraña conclusión no hace más que plantear la cuestión de cómo se produce sobre la base del valor de cambio un precio de mercado diferente de este valor de cambio, o mejor dicho, cómo la ley del valor de cambio no se afirma más que en su antítesis. Este problema se resuelve en la teoría de la competencia.

También en Teorías sobre la plusvalía (1861-3) criticó la presentación de la ganancia media y teoría de los costes de producción de David Ricardo.
Con la publicación del tomo I de El capital en 1867, Marx asumió en el primer volumen de El capital que "el capitalista que produce la mercancía la vende a su valor, y no nos detenemos más en el retorno del capitalista al mercado o en las nuevas formas que se adhieren al capital en la esfera de la circulación", pero señala que "veremos en el Volumen III que, incluso en el caso de precios medios, la suposición no puede hacerse de esta manera tan simple". En el capítulo 9 expuso el problema de las ganancias medias y que el valor transferido por los medios de producción a la mercancía final no corresponde a su valor, sino a su precio:

[E]stando dado el valor de la fuerza de trabajo y siendo igualmente grande el grado de explotación de la misma, las masas de valor y plusvalor producidas por diversos capitales estarán en razón directa a las magnitudes de las partes variables de esos capitales, esto es, a sus partes invertidas en fuerza de trabajo viva. Esta ley contradice abiertamente toda la experiencia fundada en las apariencias. Todo el mundo sabe que el dueño de una hilandería de algodón que, si nos atenemos a los porcentajes del capital total empleado, utiliza proporcionalmente mucho capital constante y poco capital variable, no por ello obtiene una ganancia o plusvalor menor que un panadero, quien comparativamente pone en movimiento mucho capital variable y poco capital constante. Para resolver esta contradicción aparente se requieren aún muchos eslabones intermedios.

Según Marx, un error común de la economía clásica era confundir el valor con los costes de producción y el plusvalor con la ganancia. En el capítulo 15 anticipó que "en el libro tercero de esta obra, demostraré que la misma tasa del plusvalor puede expresarse en las más diversas tasas de la ganancia, y que diferentes tasas del plusvalor, bajo determinadas circunstancias, pueden expresarse en la misma tasa de la ganancia".
Su colaborador Friedrich Engels le advirtió de esta equiparación como una objeción que debió haber anticipado, pero Marx prefirió no responderla hasta más adelante porque "echaría a perder todo el método dialéctico de exposición", el cual "constantemente tiende trampas" a "los filisteos y los economistas vulgares". En una carta en 1868, Engels le preguntó a Marx acerca de la determinación de la tasa general de ganancia con el capital comercial. Marx le respondió con un resumen detallado de lo que sería la solución del tomo III.
Tras la muerte de Marx, Engels publicó el tomo II de El capital (1885). En él, Marx muestra cómo los diferentes “tiempos de rotación” en producirse y circular dos mercancías hacen que sus precios diverjan de sus valores, porque las industrias capitalistas de ambas mercancías compiten entre ellas. Además, Engels presentó públicamente en el prólogo del tomo II el reto del problema para convertir los valores en ganancia media:

Según la ley del valor ricardiana, dos capitales que emplean cantidades iguales de trabajo vivo igualmente remunerado, siendo iguales todas las demás condiciones, producen mercancías de igual valor y también plusvalor, o ganancia, de igual cantidad en períodos de tiempo iguales. Pero si emplean cantidades desiguales de trabajo vivo, no pueden producir plusvalores iguales o, como dicen los ricardianos, ganancias iguales. Ahora en realidad ocurre lo contrario. En realidad, capitales iguales, independientemente de cuánto o poco trabajo vivo empleen, producen ganancias medias iguales en tiempos iguales. [...] Si pueden mostrar de qué manera un promedio igual tasa de ganancia puede y debe producirse, no sólo sin una violación de los derechos la ley del valor, pero sobre la base misma de ella, estoy dispuesto a discutir el asunto más adelante con ellos.
Prefacio a la primera edición de El capital, tomo II.

A lo largo de la década esto condujo a una ola de soluciones propuestas por los economistas Wilhelm Lexis, Conrad Schmidt, Peter Fireman, Julius Wolf, Achille Loria, Georg Christian Stiebeling y Werner Sombart. Estas fueron respondidas por Engels también en el prólogo (1894) y postfacio del tercer III (1895). Para Engels, según Eugen von Böhm-Bawerk, "nadie logró llevarse el premio". Solo Schmidt y Fireman llegarían a acercarse a la solución de Marx.

### Solución de Marx yEl capital, tomo III

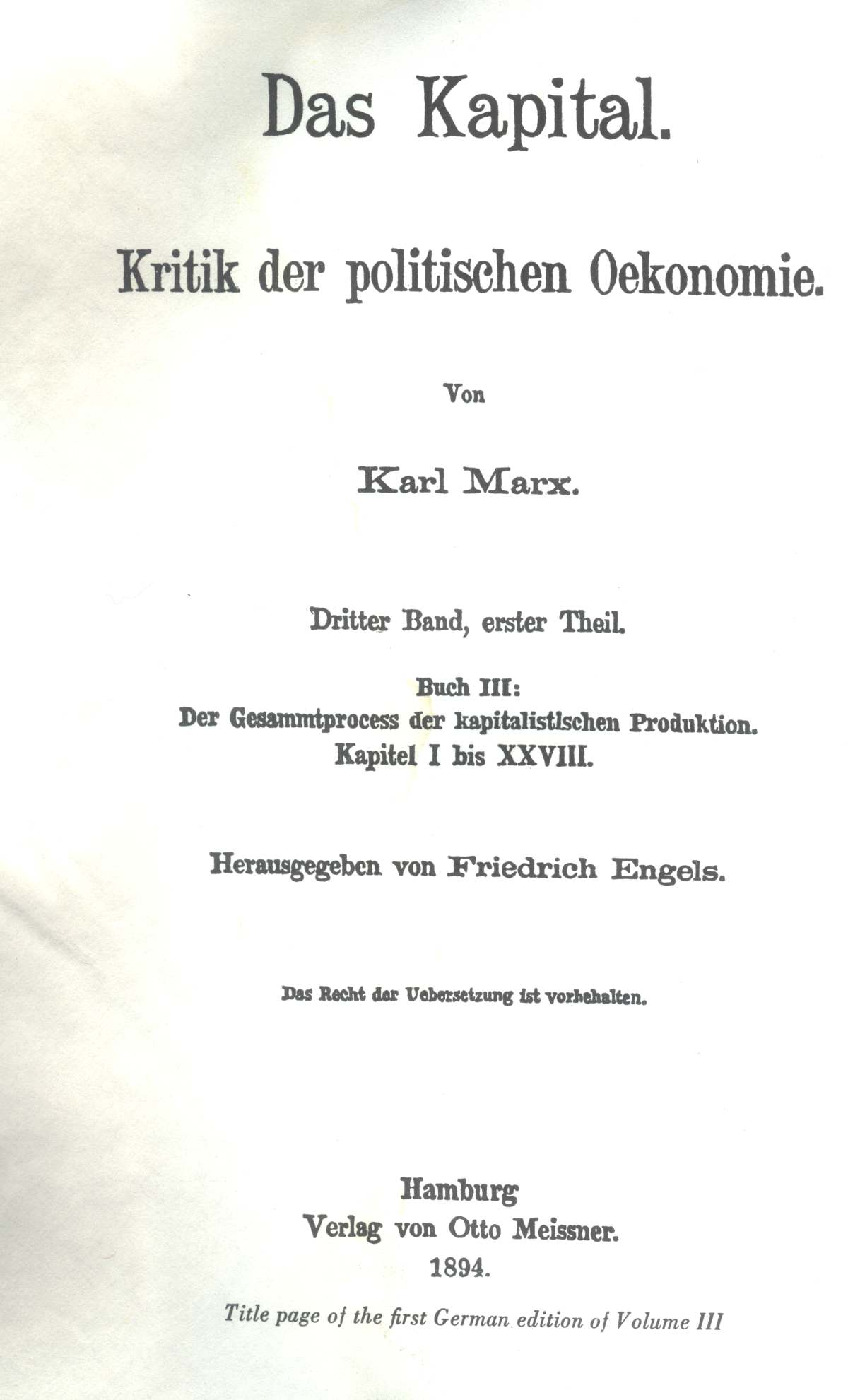
Una edición de El capital, tomo III (1894), donde Marx expone su teoría de los precios de producción.

La respuesta de Marx no sería presentada oficialmente por Engels hasta la publicación póstuma del tomo III de El capital (1894). Según Marx, la solución está en la competencia y la reasignación de capital después de la producción. De hecho, dado que el beneficio se genera únicamente con el trabajo, una empresa con un uso muy intensivo de capital genera una tasa de ganancia baja, mientras que una empresa con un uso muy intensivo de mano de obra genera una tasa de ganancia más alta. Los capitalistas de la empresa con una tasa de ganancia baja reasignarán su capital hacia la empresa con una tasa de ganancia alta, la reasignación de capital inducirá una modificación de la distribución de beneficios hasta que las tasas de beneficio de todas las empresas sean todas iguales. Marx esbozó esta solución años antes en sus manuscritos previos al tomo I. Por ejemplo, en Trabajo asalariado y capital (1849) esta respuesta fue bocetada de la siguiente forma:

[C]ualquiera que sea la proporción en que la clase capitalista, la burguesía, bien la de un solo país o la del mercado mundial entero, se reparta los ingresos netos de la producción, la suma global de estos ingresos netos no será nunca otra cosa que la suma en que el trabajo vivo incrementa en bloque el trabajo acumulado. Por tanto, esta suma global crece en la proporción en que el trabajo incrementa el capital; es decir, en la proporción en que crece la ganancia, en comparación con el salario.

William Jefferies propuso que Marx en los Grundrisse ya había resuelto el problema de la transformación como "resultado necesario de la desproporción causada por la introducción generalizada de capital fijo que completó la transición al capitalismo mismo" y del desarrollo de las fuerzas productivas, que crean "capitales de diferentes composiciones" y "una tasa de ganancia media" que alteran la producción. El desarrollo de estas contradicciones conduce a la sobreproducción y a la crisis de depreciación general o "una devaluación general o destrucción del capital".

[E]l precio se distingue del valor no sólo como lo nominal de lo real; [...] sino porque esta última aparece como la ley de los movimientos que atraviesa la primera. Pero los dos son constantemente diferentes y nunca se equilibran, o sólo se equilibran de manera coincidente y excepcional. El precio de un bien se mantiene constantemente por encima o por debajo del valor de la mercancía, y el valor de la mercancía misma existe sólo en este movimiento hacia arriba y hacia abajo de los precios de la mercancía. La oferta y la demanda determinan constantemente los precios de las mercancías; nunca se equilibran, o sólo por coincidencia; pero el costo de producción, por su parte, determina las oscilaciones de la oferta y la demanda.
K. Marx (1857) Grundrisse: «Cuaderno I – Dinero».

Ya en 1862, Engels le preguntó a Marx acerca de la determinación de la tasa general de ganancia con el capital comercial. Marx le respondió en una carta con un resumen detallado de lo que sería la solución del tomo III:

La competencia (transferencia o retiro de capital de una industria a otra) provoca que iguales sumas de capital en diferentes industrias produzcan, a pesar de su diferente composición orgánica, la misma tasa media de beneficio. [...] Por consiguiente, la competencia no reduce a las mercancías a su valor, sino a su precio de costo, que es superior, inferior, o igual a su valor, según la composición orgánica de los respectivos capitales.

Lo que Marx hizo en el capítulo 9 del tercer tomo de El Capital fue ilustrar matemáticamente de forma detallada su solución nombrando cinco sectores de producción con misma tasa de plusvalor e igual capital invertido pero con diferentes composiciones orgánicas de capital:
| Sector | Composición orgánica del capital | Capital constante usado | Tasa de explotación | Plusvalor | Tasa de ganancia | Valor de la mercancía |
| ------ | -------------------------------- | ----------------------- | ------------------- | --------- | ---------------- | --------------------- |
| I      | 80C + 20V                        | 50                      | 100%                | 20        | 20%              | 90                    |
| II     | 70C + 30V                        | 51                      | 100%                | 30        | 30%              | 111                   |
| III    | 60C + 40V                        | 51                      | 100%                | 40        | 40%              | 131                   |
| IV     | 85C + 15V                        | 40                      | 100%                | 15        | 15%              | 70                    |
| V      | 95C + 5V                         | 10                      | 100%                | 5         | 5%               | 20                    |

Tras la reasignación de los capitales se obtiene una media de las cinco tasas de ganancias: {\displaystyle (20+30+40+15+5)/5=110/5=22\%}. Luego:
| Sector | Composición orgánica del capital | Capital constante usado | Valor de la mercancía | Precio del costo de las mercancías | Precio de produccíon de las mercancías | Tasa de ganancia | Desviación de precio |
| ------ | -------------------------------- | ----------------------- | --------------------- | ---------------------------------- | -------------------------------------- | ---------------- | -------------------- |
| I      | 80C + 20V                        | 50                      | 90                    | 70                                 | 92                                     | 22%              | + 2                  |
| II     | 70C + 30V                        | 51                      | 111                   | 81                                 | 103                                    | 22%              | - 8                  |
| III    | 60C + 40V                        | 51                      | 131                   | 91                                 | 113                                    | 22%              | - 18                 |
| IV     | 85C + 15V                        | 40                      | 70                    | 55                                 | 77                                     | 22%              | + 7                  |
| V      | 95C + 5V                         | 10                      | 20                    | 15                                 | 37                                     | 22%              | + 17                 |

Donde {\displaystyle C} es capital constante (incluye capital fijo y capital circulante); {\displaystyle V} es el capital variable (o salario); el "precio de costo" es, desde el punto de vista del capitalista, la suma de los salarios y el costo de desgaste del capital constante: {\displaystyle C+V}; el precio de los bienes es la suma del precio de costo y la plusvalía: {\displaystyle C+V+Pl}. Se puede notar que {\displaystyle 2-8-18+7+17=0}, por lo que las desviaciones se compensan entre sí. Así, Marx cree haber resuelto el problema de la transformación encontrando un compromiso entre la teoría del valor trabajo y la tasa de ganancia proporcional al nivel de capital invertido: las empresas que han invertido 100 unidades de capital tienen todas una tasa de ganancia igual a 22%. Los precios más la ganancia media se denominan como precios de producción y los beneficios superiores a la ganancia media se denominan plusganancia. El "único modo de que las ganancias y el plusvalor coincidan es que la composición orgánica del capital sea uniforme en todos los ramos de la producción". Luego, la solución que postula Marx debe mantenerse las siguientes "condiciones de invariación" o "igualdades agregadas":
1. "la suma de las ganancias de todas las diferentes esferas de la producción debe ser igual a la suma de los plusvalores";[38]
2. "la suma de los precios de producción del producto social global debe ser igual a la suma de sus valores".[38]

Es importante recalcar, como Ernest Mandel señala, que para Marx, los precios de producción no son los precios de mercado. La teoría monetaria de Marx  "hace abstracción de las fluctuaciones monetarias en el análisis de los precios de producción" y el precio es, a su vez, una "forma de valor" medida en dinero. El capital social global, es decir, "la suma de valor de las mercancías (o su precio si se la expresa en dinero) producidas por él" sigue siendo {\displaystyle C+V+Pl}.

El propio Marx, sin embargo, deja meridianamente claro que los precios de producción no se refieren a los precios de mercado [...] (Marx) distingue clara y explícitamente las fluctuaciones de los precios de mercado y de las expresiones monetarias del valor (precios de producción) de las fluctuaciones en la tasa media de ganancia que determinan las fluctuaciones de los precios de producción.

Marx notó algunos casos donde las mercancías de ciertos sectores económicos no se venden a sus precios de producción. Entre ellos, empresas con grandes capitales accionarios cuyos dividendos arrojan pequeños o grandes intereses. Por ejemplo, los ferrocarriles durante el siglo XIX (véase: Railway Mania). Por otro lado, en el caso de productores autónomos, donde trabajan o cultivan sus propias tierras y se enriquecen a sí mismos en vez de enriquecer al capitalista. Por ejemplo, en los primeros asentamientos coloniales (véase: Producción mercantil simple).
Ya Marx también advirtió que siempre habrá un posible error en la transformación de precios de producción, y profundizó en este punto. Sin embargo, para Marx la transformación fue un problema secundario cuyo método de cálculo consideraba como una aproximación. Por ello, "una modificación de los precios de producción siempre debe explicarse, prima facie, a partir de un cambio real en el valor de las mercancías". Esta transformación solo oscurece el origen de la ganancia, "pero el funcionamiento de la ley de los grandes números conduce a una coincidencia aproximada de la ganancia total y la plusvalía total".

"En lo que al capital variable se refiere, el salario diario medio es, por cierto, siempre igual al producto de valor del número de horas que debe trabajar el obrero para producir los medios de subsistencia necesarios; pero, a su vez, ese número de horas está falseado por la desviación de los precios de producción de los medios de subsistencia necesarios con respecto a sus valores. Sin embargo, esto se compensa cada vez más en el sentido de que lo que entra de más en una mercancía en materia de plusvalor, entra de menos en la otra, y que por ello las desviaciones con respecto al valor encerrado en los precios de producción de las mercancías se anulan mutuamente. En general, en toda la producción capitalista la ley general se impone como la tendencia dominante sólo de una manera muy intrincada y aproximada, como un promedio de perpetuas oscilaciones que jamás puede inmovilizarse.".

"Para nuestra investigación presente no es necesario investigar más detalladamente este punto. Sin embargo siempre conserva su validez el principio de que el precio de costo de las mercancías es siempre menor que su valor. Pues por mucho que el precio de costo de la mercancía pueda divergir del valor de los medios de producción consumidos en ella, al capitalista le resulta indiferente ese error pasado. El precio de costo de la mercancía está dado, es una premisa independiente de su producción de la del capitalista, mientras que el resultado de su producción es una mercancía que contiene plusvalor, es decir un excedente de valor por encima de su precio de costo".

Marx concluye ofreciendo unos cuatro argumentos para explicar que esta desviación no pone en duda la teoría del valor-trabajo:
1. El valor medio de los bienes de una sociedad es igual a la media de los precios, por lo que los precios de los bienes giran en torno al valor de los bienes.[53][54]
2. El tiempo de trabajo necesario para la producción de un bien sigue influyendo en el precio del bien: un aumento de este tiempo de trabajo aumenta el precio, y una reducción del tiempo de trabajo hace que baje.[54]
3. Históricamente, antes del modo de producción capitalista, el valor de un bien era efectivamente igual a su precio correspondiente, sólo con la posibilidad de reasignación de capital apareció esta desviación, el valor de un bien es en esencia, por lo tanto, valor trabajo.[cita requerida]
4. Los valores “se hallan detrás de los precios de producción y, en última instancia, los determinan”,[55] es decir que los precios de los bienes sólo se transforman, estos precios son siempre aproximadamente iguales a sus respectivos valores.

### Eugen von Böhm-Bawerk y la contradicción marxiana

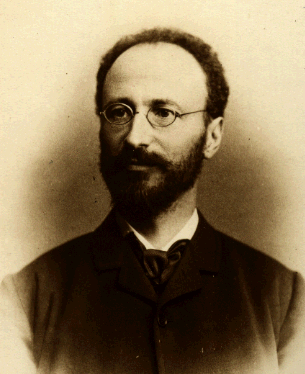
El economista austriaco Eugen von Böhm-Bawerk fue uno de los primeros criticos de la obra. Böhm-Bawerk argumentó que los tomos I y III se contradecían mutuamente. Las críticas posteriores a Marx en su mayoría reiteraron o reformularon las ideas de Böhm-Bawerk.

El primer clímax fue la controversia del economista austriaco Eugen von Böhm-Bawerk, que, sin embargo, aún no abordaba el problema de la transformación en el sentido más estricto y matemáticamente formalizado.
Böhm-Bawerk era partidario de la teoría subjetiva del valor, por lo que toda transformación es imposible porque la teoría del valor-trabajo no es válida. En La conclusión del sistema marxiano (1896) argumentó que la propuesta de Marx del Tomo III contradice los fundamentos de su propia teoría del valor-trabajo. Esta crítica fue adelantada años antes por el economista italiano Achille Loria.

«Se declaró que el valor era "el factor común que aparece en la relación de intercambio de mercancías" (i. 13). Se nos dijo, en la forma y con el énfasis de una estricta conclusión silogística, sin excepción, que establecer dos mercancías como equivalentes en el intercambio implicaba que existía "un factor común de la misma magnitud" en ambas, al que cada uno de los dos "debe ser reducible" (i. 11). [...] Y ahora, en el tercer volumen, se nos dice breve y secamente que lo que, según la enseñanza del primer volumen, debe ser, no es y nunca puede ser; que las mercancías individuales intercambian y deben intercambiarse entre sí en una proporción diferente de la del trabajo incorporado en ellas, y esto no accidental y temporalmente, sino por necesidad y permanentemente.

No puedo evitarlo; no veo aquí ninguna explicación y reconciliación de una contradicción, sino la contradicción desnuda en sí misma. El tercer tomo de Marx contradice al primero. La teoría de la tasa media de ganancia y de los precios de producción no puede conciliarse con la teoría del valor. Esta es la impresión que, creo, debe ser recibida por todo pensador lógico. Y parece haber sido aceptado de manera muy general".»
Eugen von Böhm-Bawerk (1896) La conclusión del sistema marxiano

Böhm-Bawerk trató de contradecir los cuatro argumentos de Marx:
1. Aunque el promedio de los precios corresponde a un valor preciso, nada dice que este valor condiciona el promedio de los precios, o si, por el contrario, el valor de Marx no es más que un promedio; como contraejemplo, Böhm-Bawerk toma la longevidad de la vida de los animales, afirmando que todos los animales tienen la misma longevidad, se podría argumentar que las desviaciones en la longevidad de los diferentes animales se compensan entre sí y son en promedio iguales al valor fundamental de la vida, y por lo tanto que el valor fundamental de la vida es de hecho la longevidad de los animales.
2. Ningún economista cuestiona el hecho de que el tiempo de trabajo condiciona el precio, ya que este tiempo es un costo para el capitalista en forma de salarios. La cuestión no es si el trabajo es un factor en la formación de los precios, sino si es el factor.
3. Aunque Marx presenta el argumento histórico, Marx no menciona ningún ejemplo que apoye su punto. De hecho, incluso parecería que la historia confirma exactamente lo contrario: citando a Werner Sombart, afirma que esta inconsistencia entre el valor y el precio de los bienes ya estaba presente en los primeros tiempos del sistema capitalista, en un momento en que la asignación de capital aún no estaba suficientemente desarrollada.
4. Hay al menos otro factor independiente del valor del trabajo (salarios) que puede explicar una desviación en los precios después de la asignación de capital.

Para Bohm Bawerk el método seguido por Marx no es objetivo y real, sino apriorístico. La ley del valor de Marx explicaría las relaciones de intercambio mercancías separadas entre sí, pero esta no puede ser demostrada por mirando el sistema como un todo, como lo hace Marx, ya que sostener que "el precio total pagado por la totalidad del producto coincide exactamente con la cantidad total de valor o trabajo incorporado en él" es tautológico y no demuestra nada. El economista austriaco también le reprocha haber subestimado en gran medida el papel de la ley de la oferta y demanda; y de los "dones de la naturaleza" en la búsqueda de recuperar el valor de cambio:
- Según Böhm-Bawerk, el mercado tenía para Marx un papel insignificante, ya que es sólo el lugar donde la oferta y la demanda se compensan mutuamente, pero ante el enigma de la tasa media de ganancia, Marx se vio obligado a admitir que, de hecho, es el mercado el que tiene la última palabra sobre la formación de los precios. Su papel no es, por tanto, desdeñable, sobre todo porque Böhm-Bawerk especifica que la oferta y la demanda no se compensan, porque esto sería olvidar la oferta y la demanda que no pudieron ser satisfechas (por un precio demasiado alto o demasiado bajo), por lo que existe una cierta tensión en cualquier mercado.[62]
- Por último, la teoría marxista no logra explicar el valor fundamental de los bienes naturales que aún no han sido explotados por el hombre, sin embargo, estos "dones de la naturaleza" tienen un papel importante en el comercio y en el intercambio entre dos bienes, por ejemplo, para la fertilidad del suelo, para la riqueza de las minas de carbón, para la madera de los bosques... Por lo tanto, el valor de cambio sería cualquier cosa menos reducible a la cantidad de trabajo socialmente necesario.[62]

Aunque Böhm-Bawerk estimaba a Marx, consideraba que su trabajo había terminado en fracaso, y que los marxistas acabarían admitiendo que la teoría del valor-trabajo conduciría a un callejón sin salida. Aun hoy en día la respuesta de Bohm Bawerk ha sido muy influyente en economistas que sostienen que la teoría subjetiva del valor, característica de la escuela austriaca. William Brake escribe "Bohm Bawerk que anticipó casi todos los ataques sobre el marxismo. Desde el punto de vista de los que mantienen la economía política, centrada en torno a la teoría subjetiva del valor. En conjunto, poco ha sido añadido a este caso por sus críticos".
En el campo marxista, Louis B. Boudin afirmó que "Bohm Bawerk es superior a sus camaradas en armas y es reconocido por ellos". Las críticas posteriores a Marx en su mayoría reiteraron o simplemente reformularon las ideas fundamentales ya expuestas por Böhm-Bawerk. Rudolf Hilferding fue el primero en responder contra las críticas de Böhm-Bawerk. Para Hilferding. la teoría del valor-trabajo marxista "es una afirmación sobre las relaciones sociales que subyacen a los fenómenos del mercado, no un mero teorema sobre los precios". Pavel Maksakovsky escribió que Marx "proporcionó una solución general al problema de la dinámica del conjunto capitalista" en "términos esquemáticos ideales". Marx "asumió el equilibrio en sus modelos de reproducción" pero estos son perturbados "por procesos dinámicos que se encuentran en otro plano del conjunto capitalista". Esto significaba que "la crisis y el ciclo son inherentes a la forma más básica de la ley del valor". Maksakovsky sostuvo una "teoría de la coyuntura" donde "el estudio del capitalismo tal como se desarrolla a través de la totalidad de sus relaciones". Jean Hyppolite desde un punto de vista hegeliano defiende que el tomo I trata de la Esencia, mientras que el tomo III de los fenómenos. "La esencia es el valor-trabajo, el origen de la plusvalía, el proceso de producción mismo; la apariencia es el mercado". Es decir, no hay contradicción, sino un doble punto de vista. Michio Morishima argumentó que, contrariamente, el propósito de Marx era demostrar que los valores y los precios necesariamente han de desviarse en el modo de producción capitalista.

### Ladislaus Bortkiewicz y la crítica matemática

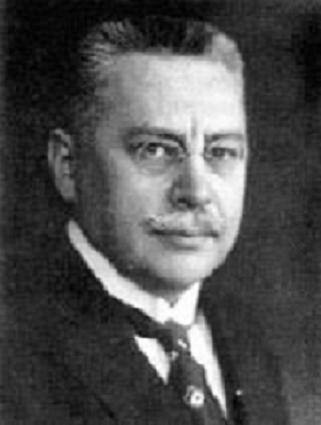
Ladislaus Bortkiewicz planteó el problema de la transformación desde un punto de vista neoclásico mediante el uso de un modelo input-output.

Desde la economía neoclásica afirman mediante el uso de ejemplos matemáticos que un conjunto de funciones en las que se cumplen las igualdades de Marx generalmente no existe a nivel de empresa individual o agregado, de modo que el problema de transformación del capítulo 9 no tiene solución general. Esto fue señalado por primera vez, entre otros, por Ladislaus Bortkiewicz (1907) basado en el trabajo de Vladimir Karpovich Dmitriev y Mijaíl Tugán-Baranovski (1905).
Bortkiewicz aplicó métodos matemáticos de álgebra lineal al problema en un sistema de tres departamentos o sectores: uno dedicado la producción de medios de producción, como máquinas (I), otro de bienes de consumo, como comida (II); y otro de bienes de lujo, como oro (III). Basado en las condiciones de circulación estáticas de la "reproducción simple" del capital del segundo tomo de El capital, parecido a la teoría del equilibrio general, Bortkiewicz parte de un modelo input-output, donde los insumos (capital constante y variable) son medidos en valor y la mercancía producida se vende a su precio de producción. 
En el modelo de "reproducción simple" de Marx la plusvalía no se reinvierte en la producción, por lo que no se produce crecimiento económico, y "todo el capital constante se consume en un ciclo". Entonces el producto o output del primer sector, dedicado a los medios productivos, debe ser igual al capital constante empleado todos ambos sectores. "En el supuesto de la reproducción simple, la oferta de producto de cada uno de los tres sectores debe ser igual a la demanda del mismo, ya que esto surge de la suma de los ingresos generados en los tres departamentos". Partiendo del siguiente esquema de  "reproducción simple":
| Sector | Capital constante | Capital variable | Plusvalor | Valor de las mercancías | Tasa media de ganancia | Precio de producción de las mercancías | Ganancias |
| ------ | ----------------- | ---------------- | --------- | ----------------------- | ---------------------- | -------------------------------------- | --------- |
| I      | 350               | 50               | 50        | 450                     | 25%                    | 500                                    | 100       |
| II     | 50                | 50               | 50        | 150                     | 25%                    | 125                                    | 25        |
| III    | 50                | 50               | 50        | 150                     | 25%                    | 125                                    | 25        |
| Total  | 450               | 150              | 150       | 750                     |                        | 750                                    | 150       |

En este  caso la reproducción simple se mantiene dado que el valor del sector I es igual al capital constante consumido en los tres (450), lo mismo con el sector II y el capital variable (150), y el plusvalor total con el sector III (150). La solución marxista a la transformación mantiene que valor total = precio total, en este caso 750; y plusvalor global = ganancia global, en este caso 150.
| Solución de Marx (descrita matemáticamente por Bortkiewicz) al problema de la transformación |
| --- |
| Del cálculo en valores de los tres sectores: {\displaystyle {\begin{cases}{\text{Sector 1 }}\rightarrow V_{1}=c_{1}+v_{1}+p_{1}\\{\text{Sector 2 }}\rightarrow V_{2}=c_{2}+v_{2}+p_{2}\\{\text{Sector 3 }}\rightarrow V_{3}=c_{3}+v_{3}+p_{3}\end{cases}}} ; se infiere las sumas totales: {\displaystyle {\begin{cases}c_{1}+c_{2}+c_{3}=C\\v_{1}+v_{2}+v_{3}=V\\p_{1}+p_{2}+p_{3}=P\end{cases}}} ; y de estas se obtiene la tasa general de ganancia: {\displaystyle (\pi )={P \over C+V}}Entonces, mediante el procedimiento de Marx, se deduce el cálculo en precios de producción: {\displaystyle {\begin{cases}{\text{Sector 1 }}\rightarrow Pp_{1}=c_{1}+v_{1}+\pi (c_{1}+v_{1})\\{\text{Sector 2 }}\rightarrow Pp_{2}=c_{2}+v_{2}+\pi (c_{2}+v_{2})\\{\text{Sector 3 }}\rightarrow Pp_{3}=c_{3}+v_{3}+\pi (c_{3}+v_{3})\end{cases}}} |

Sin embargo, Bortkiewicz critica que cuando la ganancia producida se invierte de nuevo en un ciclo económico los insumos ahora se miden en precios de producción y no en valores. Es decir, dada la transformación, el producto medido en precios de producción no coincide con los insumos medidos en valores, por lo que no se mantiene la reproducción simple. Por ejemplo, en el esquema anterior, el capital constante total consumido en los tres sectores (450) coincide con el producto del sector I medido en valores (450) pero no en precios de producción (500). Luego, "la tasa de ganancia y los precios de producción sólo pueden determinarse simultáneamente y no secuencialmente". Para ello se debe transformar también los insumos a su vez en precios de producción y la tasa de ganancia medida en precios producción debe ser igual a la tasa de ganancia medida en valores;
Ello implica que el procedimiento de transformación de Marx es incompleto y, en consecuencia, el sistema se encuentra erróneamente planteado. El mismo Marx era consciente de este problema matemático. Como explicó en el capítulo 9 del tercer tomo de El capital:

"[E]n la producción capitalista, los elementos del capital productivo han sido comprados, por regla general, en el mercado, y por lo tanto sus precios contienen una ganancia ya realizada, y según ello el precio de producción de un ramo de la industria junto con la ganancia contenida en él, es decir que la ganancia de un ramo de la industria entra en el precio de costo del otro".

"Originariamente suponíamos que el precio de costo de una mercancía era igual al valor de las mercancías consumidas en su producción. Pero para el comprador, el precio de producción de una mercancía es el precio de costo de la misma, y por lo tanto puede entrar como precio de costo en la formación del precio de otra mercancía. Puesto que el precio de producción puede divergir del valor de la mercancía, también el precio de costo de una mercancía, en el cual se halla comprendido este precio de producción de otra mercancía, puede hallarse por encima o por debajo de la parte de su valor global formado por el valor de los medios de producción que entran en ella. Es necesario recordar esta significación modificada del precio de costo, y no olvidar, por consiguiente, que si en una esfera particular de la producción se equipara el precio de costo de la mercancía al valor de los medios de producción consumidos para producirla, siempre es posible un error".

	Antecedentes a una formulación matemática del problema de la transformación de Bortkiewicz se encuentra en la obra de Wolfgang Mühlpfordt: Preis und Einkommen in der privatkapitalistischen Gesellschaft (1893) y Karl Marx und die Durchschnittsprofitrate (1895). En 1987, el Cambridge Journal of Economics dio la primera indicación de que Mühlpfordt merece la originalidad de este planteamiento en comparación con Bortkiewicz. Su presentación moderna anticipó muchos de los enfoques posteriores para resolver el problema.
| Corrección de Bortkiewicz a la solución marxiana del problema de la transformación |
| --- |
| Para resolver la transformación Bortkiewicz toma la relación entre valor y precio de las mercancías del sector I como ({\displaystyle x}), las mercancías del sector II como ({\displaystyle y}); y las mercancías del sector III como ({\displaystyle z}). {\displaystyle {\begin{cases}{\text{Sector 1 }}\rightarrow c_{1}+v_{1}+p_{1}=(c_{1}x+v_{1}y)+(1+\pi )=(c_{1}+c_{2}+c_{3})x\\{\text{Sector 2 }}\rightarrow c_{2}+v_{2}+p_{2}=(c_{2}x+v_{2}y)+(1+\pi )=(v_{1}+v_{2}+v_{3})y\\{\text{Sector 3 }}\rightarrow c_{3}+v_{3}+p_{3}=(c_{3}x+v_{3}y)+(1+\pi )=(p_{1}+p_{2}+p_{3})z\end{cases}}}Luego, los precios de producción de cada sector {\displaystyle (Pp_{1},Pp_{2},Pp_{3})} son iguales a sus valores {\displaystyle (V_{1},V_{2},V_{3})} por su factor de divergencia {\displaystyle (x,y,z)}. Además, para mantener el equilibrio de la reproducción simple, el valor de los productos debe ser igual al valor de los insumos del capital invertido y plusvalor de cada sector {\displaystyle (C,V,P)}.{\displaystyle {\begin{cases}{\text{Sector 1 }}\rightarrow (V_{1})x=Pp_{1}=(C)x\\{\text{Sector 2 }}\rightarrow (V_{2})y=Pp_{2}=(V)y\\{\text{Sector 3 }}\rightarrow (V_{3})z=Pp_{3}=(P)z\end{cases}}}Entonces se presentan tres ecuaciones con cuatro incógnitas {\displaystyle (x,y,z,\pi )}: {\displaystyle {\begin{cases}{\text{Sector 1 }}\rightarrow (c_{1}+v_{1}+p_{1})z=(c_{1}+v_{1})+(1+\pi )=(c_{1}+c_{2}+c_{3})x\\{\text{Sector 2 }}\rightarrow (c_{2}+v_{2}+p_{2})z=(c_{2}+v_{2})+(1+\pi )=(v_{1}+v_{2}+v_{3})y\\{\text{Sector 3 }}\rightarrow (c_{3}+v_{3}+p_{3})z=(c_{3}+v_{3})+(1+\pi )=(p_{1}+p_{2}+p_{3})z\end{cases}}}o,{\displaystyle {\begin{cases}{\text{Sector 1 }}\rightarrow c_{1}+v_{1}+p_{1}=(c_{1}x+v_{1}y)+(1+\pi )=(c_{1}+c_{2}+c_{3})x\\{\text{Sector 2 }}\rightarrow c_{2}+v_{2}+p_{2}=(c_{2}x+v_{2}y)+(1+\pi )=(v_{1}+v_{2}+v_{3})y\\{\text{Sector 3 }}\rightarrow c_{3}+v_{3}+p_{3}=(c_{3}x+v_{3}y)+(1+\pi )=(p_{1}+p_{2}+p_{3})z\end{cases}}}Siguiendo la condición de invariación de Marx, valor total igual a precios de producción total, se deduce:{\displaystyle C+V+P=Cx+Vy+Pz}Para la segunda condición de invariación, plusvalor global es igual a ganancia global, {\displaystyle P=Pz}, Bortkiewicz se percató que solo es posible si {\displaystyle z=1}. Es decir, que la tasa de ganancia del sector III debe ser igual a la tasa media de ganancia. Sin embargo, Marx sostiene la transferencia de plusvalía del sector III a todas las demás industrias, luego "los precios de producción de todas las demás mercancías aumentan, de modo que el precio total de producción de las mercancías es mayor que su precio-valor total". En consecuencia, Bortkiewicz concluye que la transformación de Marx es errada. Bortkiewicz asumió como "invariante" el sector III de bienes lujo ya que no entra en los esquemas de "reproducción simple", y el oro como mercancía numerario (véase Patrón oro). Esta es la posición ricardiana de que el sector de bienes de lujo no afectaría en la formación de la tasa de ganancia media, ya que esta depende únicamente de los otros dos sectores productores. "En consecuencia, la tasa media de ganancia no conduce a la igualdad de el valor total y el precio total, salvo que la composición del capital en la industria productora de oro es la misma que la de el capital total".Entonces, asumiendo {\displaystyle z=1}, resuelve el sistema algebraico: {\displaystyle {\begin{array}{lcr}\pi &=&\end{array}}}{\displaystyle {\frac {f_{2}g_{1}+g_{2}-{\sqrt {(f_{2}g_{1}-g_{2})^{2}+4f_{1}g_{1}g_{2}}}}{2(f_{2}-f_{1})}}-1} {\displaystyle {\begin{array}{lcr}y&=&\end{array}}}{\displaystyle {\frac {g_{3}}{g_{2}+(f_{3}-f_{2})(1+\pi )}}} {\displaystyle {\begin{array}{lcr}x&=&\end{array}}}{\displaystyle {\frac {f_{1}y(1+\pi )}{g_{1}-(1+\pi )}}}Donde: {\displaystyle {\begin{array}{lcr}f_{1}&=&\end{array}}}{\displaystyle {\frac {v_{1}}{c_{1}}}{\text{; }}} {\displaystyle {\begin{array}{lcr}g_{1}&=&\end{array}}}{\displaystyle {\frac {v_{1}+c_{1}+p_{1}}{c_{1}}}} {\displaystyle {\begin{array}{lcr}f_{2}&=&\end{array}}}{\displaystyle {\frac {v_{2}}{c_{2}}}{\text{; }}} {\displaystyle {\begin{array}{lcr}g_{1}&=&\end{array}}}{\displaystyle {\frac {v_{2}+c_{1}+p_{1}}{c_{1}}}} {\displaystyle {\begin{array}{lcr}f_{3}&=&\end{array}}}{\displaystyle {\frac {v_{3}}{c_{3}}}{\text{; }}} {\displaystyle {\begin{array}{lcr}g_{1}&=&\end{array}}}{\displaystyle {\frac {v_{3}+c_{3}+p_{3}}{c_{3}}}} |

Los resultados de Bortkiewicz fueron que la solución marxista no mantiene las dos igualdades agregadas simultáneamente, de manera que las mercancías parecen tener diferentes valores cuando se venden como productos de cuando se compran como insumos. Por ejemplo, si "la composición orgánica del capital en el departamento III es inferior a la media social, implica que la suma de precios supera la suma de valores", y viceversa.

“Marx simplemente afirma en términos generales que el precio total es igual al valor total. Esta afirmación no sólo es indemostrable, sino también falsa”.

Fue gracias a la presentación de Paul Sweezy (1949) y con el surgimiento de la economía lineal de John von Neumann y Wassily Leontief que la crítica matemática de Bortkiewicz se convirtió en "tema central de las corrientes marxistas y neoricardianas" a mediados del siglo XX. Economistas como Josef Winternitz, Luigi Pasinetti y Arghiri Emmanuel criticaron el procedimiento de Bortkiewicz por elegir {\displaystyle z} como mercancía patrón invariante, incompatible con la teoría del dinero de Marx, donde el dinero-mercancía (patrón oro) "para que sea medida de valor, su valor ha de ser, stricto sensu, variable"; y por el uso de la reproducción simple, que es "restrictivo e irreal [...] incompatible con las leyes del movimiento del capitalismo", en lugar reproducción ampliada. Además, "el equilibrio de la reproducción simple, si se obtiene con un intercambio de valores iguales, no se obtendría con un intercambio a precios de producción", por lo que se requiere una distribución del trabajo social para restablecerlo.
Josef Winternitz (1948) propuso una solución similar a la de Bortkiewicz, aplicada incluso a la reproducción ampliada, adoptando como "invariante" la "unidad de trabajo o valor agregado" de Natalie Moszkowska.
| Solución de Josef Winternitz al problema de la transformación |
| --- |
| Winternitz asume que los precios de producción {\displaystyle Pp} de cada sector son iguales a sus valores {\displaystyle V} por unas variables de desviación ({\displaystyle x:y:z}). Entonces:{\displaystyle {\begin{cases}{\text{Sector 1 }}\rightarrow Pp_{1}=(V_{1})x\\{\text{Sector 2 }}\rightarrow Pp_{2}=(V_{2})y\\{\text{Sector 3 }}\rightarrow Pp_{3}=(V_{3})z\end{cases}}} Dado una tasa de ganancia uniforme en todas las industrias se concluye que esta debe ser igual en los sectores 1 y 2. Luego: {\displaystyle 1+\pi ={V_{1}x \over \ c_{1}x+v_{1}y}={V_{2}y \over \ c_{2}x+v_{2}y}}De aquí se puede derivar una ecuación de segundo grado asumiendo {\displaystyle m={x \over y}}: {\displaystyle m={{V_{2}c_{1}-V_{1}v_{2}+}{\sqrt {(V_{2}c_{1}-V_{1}v_{2})^{2}+4V_{1}V_{2}v_{1}c_{2}}} \over V_{1}c_{2}}}Dado {\displaystyle m}, se obtiene la tasa media de ganancia:{\displaystyle \pi ={V_{1}m \over \ c_{1}m+v_{1}}-1}Winternitz sugiere optar por la proposición de Marx de que la «suma de precios es igual a la suma de valores» (es decir, la teoría de los precios basada en el trabajo). Entonces:{\displaystyle V_{1}+V_{2}+V_{3}=(V_{1})x+(V_{2})y+(V_{3})z=V}Sustituyendo {\displaystyle y={x \over m}} y eliminando {\displaystyle z} (dado que el sector 3 no interviene en la formación de la tasa media de ganancia) obtenemos:{\displaystyle z={Vm(c_{1}m+v_{1}) \over \ V_{1}m(c_{3}m+v_{3})+(V_{1}m+V_{2})(c_{1}m+v_{1})}}; {\displaystyle z={V_{1}(c_{3}m+v_{3})x \over \ V_{3}(c_{1}m+v_{1})}} |

Sin embargo, la solución de Winternitz fue criticada por no mantener las igualdades agregadas. En dicha solución "la suma de los precios sea igual a la suma de los valores" pero "la ganancia total normalmente diverge del plusvalor total".  Luigi Pasinetti y Michio Morishima criticaron el uso del valor agregado porque impide la determinación del trabajo socialmente necesario y soslaya la igualdad de las tasas de explotación del esquema marxiano.
Para Paul Mattick el sector de lujo si afecta a la formación de la ganancia media porque los precios de producción se expresan en unidades de la mercancía dinero (oro). Anwar Shaikh, por otro lado, critica que el beneficio del sector de lujo producido debido a las divergencias de sus precios directos con los precios de producción son ilusorias, ya que los capitalistas "lo perderán en términos de ingresos cuando vuelvan a comprar estos mismos artículos de lujo" (véase Inflación).
Ernest Mandel, defendiendo a Marx, explica esta discrepancia en términos del marco temporal de producción más que como un error lógico; es decir, en este modelo simplificado, los bienes de capital se compran a un precio de valor laboral, pero los productos finales se venden a precios que reflejan el plusvalor redistribuido (véase Interpretación temporal y de sistema único).

### Paul Samuelson y críticas posteriores
El trabajo de Wassily Leontief y Piero Sraffa (1960) sobre modelos de producción lineal proporcionó un marco dentro del cual argumentar este resultado de manera general. Aunque en realidad nunca mencionó el problema de la transformación, en el capítulo 6 de Producción de mercancías por medio de mercancías acerca de la "reducción" de los precios a cantidades de trabajo presente y pasado incorporado proporcionó implícitamente la primera prueba general, mostrando que el precio competitivo {\displaystyle P_{i}} de {\displaystyle i} bien producido se puede expresar como:
{\displaystyle P_{i}=\sum _{n=0}^{\infty }l_{in}w{(1+r)^{n}}} ,
dónde {\displaystyle n} es el desfase de tiempo, {\displaystyle l_{in}} es el coeficiente de insumo de mano de obra rezagado, {\displaystyle w} es el salario, y {\displaystyle r} es la tasa de "beneficio" (o rendimiento neto). Dado que el trabajo incorporado total se define como:
{\displaystyle E_{i}=\sum _{n=0}^{\infty }l_{in}} ,

del resultado de Sraffa se deduce que generalmente no hay ninguna función de {\displaystyle E_{i}} a {\displaystyle P_{i}}, como lo hicieron explícito y elaborado escritores posteriores, en particular Ian Steedman en Marx after Sraffa. Economistas neorricardianos modernos argumentan que se puede obtener la tasa general de ganancia y el precio utilizando datos tecnológicos. Entonces, los valores no son necesarios para determinar los precios de producción.

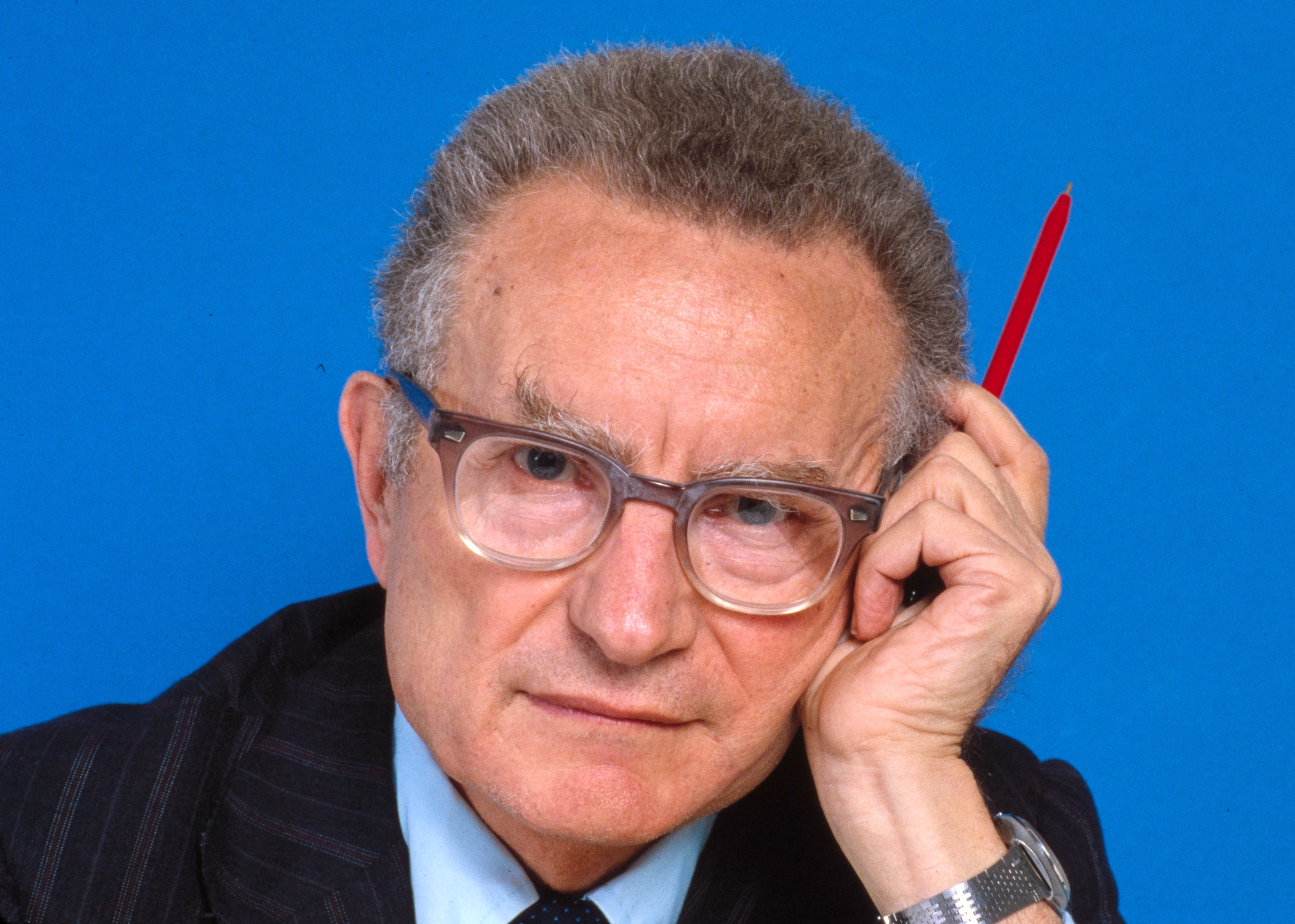
Paul Samuelson criticó, basado en las teorías de Piero Sraffa, que los valores son redundantes para el cálculo del precio de producción.

Una referencia estándar, con un amplio estudio de toda la literatura anterior a 1971 y una bibliografía completa, es Understanding the Marxian notion of exploitation de Paul Samuelson (1971). Samuelson rechazó las críticas de Böhm-Bawerk de que Marx abandonó la teoría del valor en favor de una teoría de precios ya que esta última fue escrito antes que la primera. En su lugar, Samuelson retomó la solución formal del problema planteado, afirmando que no existe un algoritmo que conduzca desde los valores laborales hasta los precios de producción. Samuelson (1971, 1974) afirmó que el problema era, de hecho, un "no-problema" que podía simplemente eliminarse matemáticamente. "El enfoque de Samuelson en la irrelevancia del problema de la transformación se deriva de la realidad práctica de que los precios y las ganancias podían derivarse directamente de los datos de insumo-producto sin la necesidad de calcular valores". Samuelson arguye los valores y los precios son "alternativas mutuamente excluyentes", se "puede tener ya sea lo uno o lo otro, pero no ambos simultáneamente", por lo que concluye que "el cálculo de los valores hecho por Marx en el libro I es redundante e innecesario, a la par que confuso y complejo".

"Consideremos dos sistemas alternativos y contradictorios. Escribe una de ellos. Para transformar, toma un borrador y bórralo. Luego escribe el otro en su lugar. ¡Voilà! Este es el final del algoritmo de transformación".

Los académicos tradicionales como Paul Samuelson cuestionan el supuesto de que la naturaleza básica de la producción y distribución capitalistas pueda deducirse de casos especiales poco realistas. Por ejemplo, en casos especiales en los que se aplica, el razonamiento de Marx puede invertirse mediante un proceso de transformación inverso; Samuelson sostiene que la inferencia de Marx de que:

La ganancia es, por lo tanto, el disfraz [burgués] de la plusvalía que debe ser eliminado antes de que pueda descubrirse la verdadera naturaleza de la plusvalía. (El capital, tomo III, capítulo 2)

podría con igual contundencia ser "transformado" en:

La plusvalía es, por lo tanto, el disfraz [marxista] de la ganancia que debe ser eliminado antes de que se pueda descubrir la verdadera naturaleza de la ganancia.

Samuelson no sólo descartó la teoría del valor trabajo debido al problema de la transformación, sino que, en cooperación con economistas como Carl Christian von Weizsäcker, proporcionó soluciones. Von Weizsäcker (1962), junto con Samuelson (1971), analizaron el problema bajo el supuesto de que la economía crece a un ritmo constante siguiendo la Regla de oro del ahorro. Weizsäcker concluye:

El precio actual del bien es igual a la suma de los valores "actuales" de los diferentes insumos de trabajo.

## Respuestas al problema

### Primeras respuestas después de Marx

#### Friedrich Engels

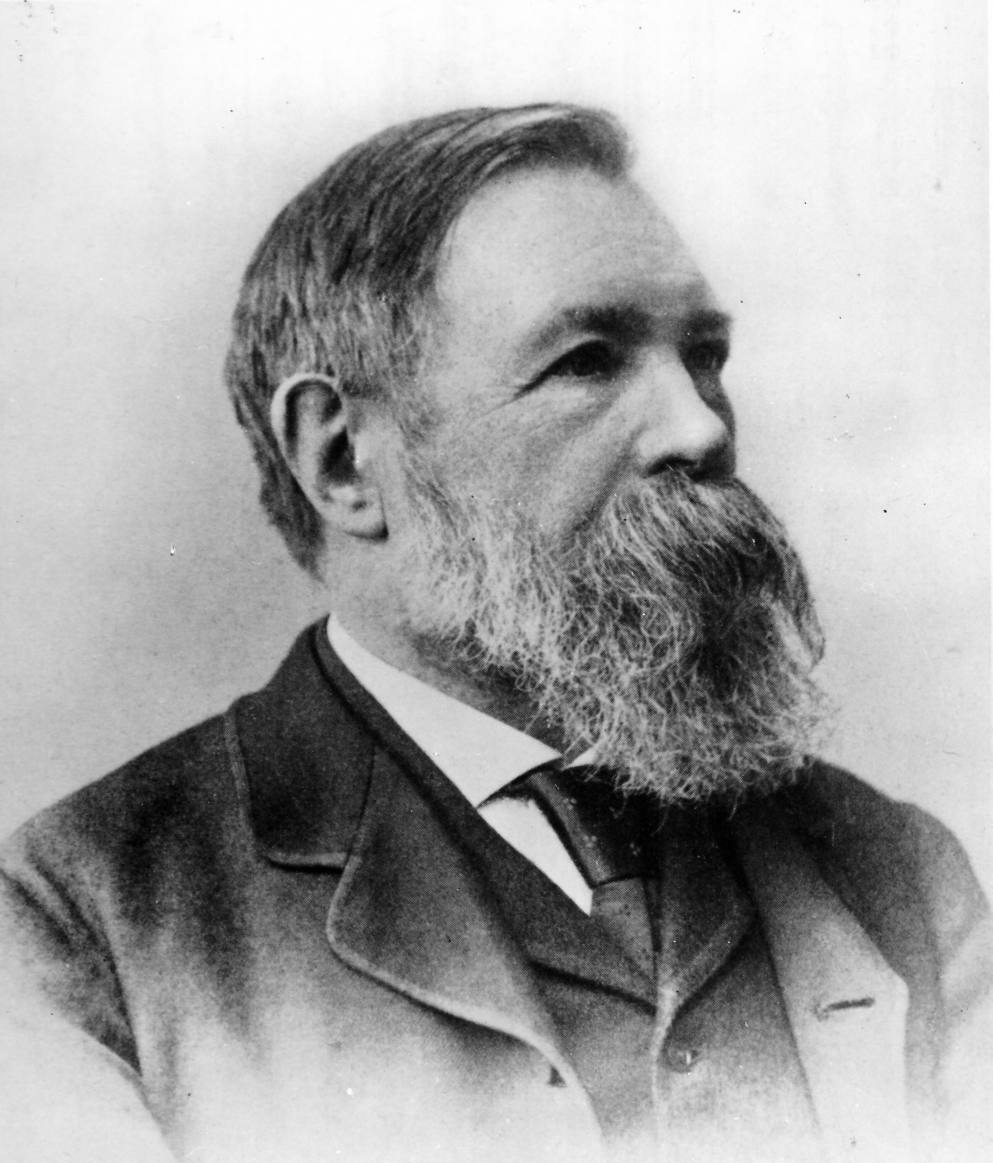
Friedrich Engels, colaborador de Marx y editor del tomo III de El capital, ofreció una interpretación histórica del problema.

Friedrich Engels, el editor de El capital, planteó la contradicción de la economía clásica en el prefacio del tomo II de El capital como un desafío a sus teóricos mediante la demostración de la igualación de la tasa media de ganancia sin contradecir la ley del valor, el cual Engels creía que Marx ya había resuelto en el tomo III de El capital, aunque solo como "un contorno esbozado".

"¿Cómo se produce, pues, el proceso de nivelación? Es un problema de extraordinario interés, del que el propio Marx no dice mucho. Pero toda la concepción de Marx no es una doctrina, sino un método. No ofrece dogmas hechos, sino puntos de partida para la ulterior investigación y el método para dicha investigación. Por consiguiente, aquí habrá que realizar todavía cierto trabajo que Marx, en su primer esbozo, no ha llevado hasta el fin".
F. Engels (11 de marzo de 1895): Carta a Werner Sombart

Al igual que Marx, sostuvo que "beneficio total y la plusvalía total sólo pueden coincidir aproximadamente", ya que "ni la plusvalía total ni el capital total son magnitudes constantes, sino variables cuyo valor cambia diariamente". También prevé "que la suma total de las ganancias monetarias -resultantes de los precios del mercado- es inferior a la suma total del plusvalor producido, porque entretanto el valor ha disminuido como resultado del aumento de la productividad del trabajo".
En un suplemento (y luego postfacio) al tomo III de El capital (1895) respondió de forma directa al problema de la contradicción entre valores y precios propuesto por Achille Loria. Según Engels "las mercancías no simplemente se intercambian como mercancías, sino como producto de capitales que exigen una participación en la masa global del plusvalor". Luego "todo valor, toda mercancía, y por tanto, todo coste-precio es también capital".
Engels insinuó una forma alternativa de abordar el asunto desde una interpretación histórica. En su reseña de la Una contribución a la crítica de la economía política de Marx para hacer crítica de la economía política estableció un "método lógico-histórico" (denominado así por Ronald L. Meek), en donde "las categorías económicas aparecerían" históricamente "por el mismo orden que en su desarrollo lógico". Este es elaborado por Engels en el prefacio y postfacio del tomo III. Engels citó a Marx diciendo:

"Aun prescindiendo del hecho de que los precios y su movimiento son regidos por la ley del valor, es totalmente apropiado considerar los valores de las mercancías no sólo teóricamente, sino también históricamente, como el prius [lo previo, el antecedente] de los precios de producción".
El Capital, libro tercero, cap. 10, Nivelación de la tasa general de ganancia por la competencia. Precios de mercado y valores de mercado.

Su opinión era que la pura "ley del valor" marxiana del tomo I y los precios "transformados" del tomo III se aplicaban a diferentes períodos de la historia económica. Este proceso es autónomo y "si el capitalista individual estuviese consciente de que produce plusvalía y en qué proporciones [...] la relación entre la plusvalía y la ganancia estaría suficientemente clara desde el comienzo".

"[La ley del valor] la limitaría históricamente, subrayando que es válida para el grado de evolución económica de la sociedad en la que sólo se ha podido y se puede hablar de valor, para las formas de la sociedad en que existe el cambio de mercancías, es decir, una producción mercantil; el comunismo primitivo no conocía el valor".
F. Engels (11 de marzo de 1895): Carta a Werner Sombart

En particular, la "ley del valor" habría prevalecido en las economías de intercambio precapitalistas, desde Babilonia hasta el siglo XV, mientras que los precios "transformados" se habrían materializado bajo el capitalismo.

"En pocas palabras: la ley marxiana del valor tiene vigencia general en la medida en que tienen vigencia las leyes económicas durante todo el período de la producción mercantil simple, es decir hasta el momento en que esta experimenta una modificación por el establecimiento de la forma capitalista de producción".
El Capital, libro tercero, cap. Apendice y Notas complementarias al tomo III de El Capital.

El método lógico-histórico fue aceptado por marxistas posteriores como Karl Kautsky, Rosa Luxemburgo y Moisevich Rosental.Como Isaak Rubin escribió: “la teoría del valor trabajo y la teoría del precio de producción no son teorías de dos tipos diferentes de economía, sino teorías de una misma economía capitalista tomadas en dos niveles diferentes de abstracción científica”. Rubin concluyó que "Marx demostró que en la economía capitalista, a diferencia de una simple economía mercantil, la ley del valor trabajo no se impone directamente, sino sólo indirectamente a través de un complejo proceso social de formación de la tasa media de ganancia y los precios de producción".
El razonamiento de Engels fue retomado más tarde por Ronald L. Meek (1956) y Edward J. Nell (1973). Estos autores argumentaban que, independientemente de lo que se pudiera decir de su interpretación del capitalismo, la teoría del "valor" de Marx conserva su utilidad como herramienta para interpretar las sociedades precapitalistas, porque, sostenían, en las economías de intercambio precapitalistas no había "precios de producción" con una tasa uniforme de rendimiento (o "ganancia") sobre el capital. De aquí se deduce que la transformación de Marx debe haber tenido una dimensión histórica, dada por la transición real a la producción capitalista (y no más "valores" marxistas) al comienzo de la era moderna. En este caso, esta verdadera "transformación histórica" podría y debería ocupar el lugar de la transformación matemática postulada por Marx en el capítulo 9 del tomo 3. Según Meek, en la historia hubo dos tipos de "precios de oferta": el que el productor considera sus ingresos como "recompensa por su trabajo" y el que considera como "ganancia de su capital". Solo bastaría con demostrar que la historia hubo "una transformación de un tipo de precio de oferta en otro". Esta es  "la transformación histórica de la que la transformación lógica [...] debe considerarse como la contraparte". Arghiri Emmanuel (1972) también sostuvo que la teoría del valor-trabajo es válida cuando hay sólo una clase de receptores del producto neto (los trabajadores), y la teoría de los precios de producción es válida cuando hay dos clases de receptores (capitalistas y trabajadores).
La visión de Engels de El capital fue dominante en el marxismo ortodoxo, pero en discusiones posteriores la interpretación de Engels fue ampliamente cuestionada. La consideración del valor como previo plantea la posibilidad de que también existía antes la división del trabajo, lo cual contradice la solución de Marx al problema de la transformación, donde "los valores no transformados se modifican en respuesta a una división del trabajo desarrollada, que no existía, histórica y lógicamente, en el momento en que existían los valores". Mario L. Robles Báez afirma que la interpretación de Engels según la cual la ley del valor corresponde a una forma de producción precapitalista "es opuesta a la de Marx de que el valor no existe fuera de capitalismo". Joan Robinson rechazó la interpretación "histórica" de Engels al caer en "el argumento de los economistas 'burgueses' sobre cómo Robinson Crusoe igualó sus utilidades marginales" que el mismo Marx argumentó en contra. Si realmente fuera el caso la suposición de que Marx en el tomo I pensara que solo se aplicaba al mundo precapitalista entonces el desafío que Engels en el prefacio del tomo II se vuelve irrelevante, ya que los precios de producción eran las bases del sistema de precios y no el valor.

#### Wilhelm Lexis
Wilhelm Lexis, director de tesis de Ladislaus Bortkiewicz, escribió en 1885 una reseña al Tomo II de El capital que "la única solución posible era una en la que se permitiera que los precios y los valores del trabajo divergieran, de una manera que permitiera la transferencia de plusvalía de los capitalistas que usaban cantidades relativamente grandes de fuerza de trabajo a los que usaban proporcionalmente menos".

"Para nosotros el punto decisivo es que, cuando dos productores intercambian una cantidad dada de diferentes mercancías, uno siempre gana como resultado de la igualación de las ganancias [es decir, de la tasa de ganancia] del capital tantas unidades de trabajo del intercambio como las que pierde el otro... Pero dado que las pérdidas y ganancias de plusvalía dentro de la clase capitalista se compensan entre sí (sich gegenseitig aufheben) la magnitud total del plusvalor es la misma que si todos los precios fueran proporcionales a los valores verdaderos (Idealwerten) de las mercancías".

Lexis interpretó la ley del valor de Marx como "una concepción puramente teórica" que en la realidad pero su validez podría preservarse en el total de mercancías producidas "siempre que se aplique no a los productos individuales, sino al total de productos básicos". Esto permitiría a Marx analizar su análisis de la producción capitalista de forma más sencilla, cuyas leyes derivadas "no son más que abstracciones hipotéticas". Lexis sostuvo desde la teoría marginalista del valor subjetivo de William Stanley Jevons y Carl Menger que "las tasas de ganancia igualadas sólo podría lograrse si, para la mercancía individual, se abandonara la medida del valor como tiempo de trabajo" y el capitalista obtiene “ganancias de sus transacciones vendiendo a un precio superior al precio de compra”. Luego, ambas  del teorías del valor (marxista y marginalista) "son igualmente válidas desde el punto de vista del razonamiento lógico". Esta respuesta anticipa "la crítica de la redundancia de la teoría del valor trabajo" frente a los precios y Engels describe a Lexis como "un marxista disfrazado de economista vulgar".

#### Conrad Schmidt
Conrad Schmidt fue uno de los primeros en señalar la contradicción entre las mercancías que tienden a cambiar a su valor de trabajo y una tasa media de ganancia en sus obras Die Durchschnittsprofitrate auf Grundlage des Marxschen Wertgesetzes (1889) y Die Durchschnittsprofitrate und das Marx'sche Wertgesetz (1892). Engels criticó que su solución asumía "que el tiempo de trabajo incorporado al plusproducto no es socialmente necesario" y que el capital (trabajo muerto) crea valor como el trabajo vivo, lo cual contradecía la ley del valor. Pero aun así le felicitó por “encontrar de forma independiente” la tendencia decreciente de la tasa de ganancia y “la derivación de la ganancia comercial a partir de la plusvalía industrial”.
Posteriormente, en 1895, Schmidt planteó que el valor es "una hipótesis para la explicación de la realidad", como una "ficción necesaria", similar a la posición de Engels sobre las matemáticas en su Anti-Dühring. Engels se opuso a esta interpretación, pues sostiene que los valores fueron visibles empíricamente y reales en la "producción mercantil simple", antes de que capitalismo que "modificara" las relaciones involucradas.

"En otras palabras, la unidad de concepto y apariencia se manifiesta como un proceso esencialmente infinito, y esto es lo que es, tanto en este caso como en los demás. ¿Acaso correspondió el feudalismo a su concepto? [...] ¿Fue entonces este orden una ficción porque sólo alcanzó una existencia efímera, en su completa forma clásica, en Palestina y aun esto casi exclusivamente sobre el papel? O los conceptos que prevalecen en las ciencias naturales, ¿son ficciones porque en modo alguno coinciden siempre con la realidad? Desde el momento en que aceptamos la teoría evolucionista, todos nuestros conceptos sobre la vida orgánica corresponden sólo aproximadamente a la realidad."
F. Engels (12 de marzo de 1895): Carta a Conrad Schmidt

Paul Mattick (1972) también consideró el valor en Marx como "una realidad evidente". Las "relaciones de valor" son "relaciones sociales laborales", más concretamente "las relaciones de clase específicas del modo capitalista de producción". En una sociedad sin clases sociales "no habría intercambio entre los propietarios de los medios de producción y los obreros, y las relaciones sociales de producción no significarían relaciones de valor".

"Como la transformación de valores en precios no es un hecho de la experiencia, sino de la teoría, surgió la idea de que la ley del valor es en sí misma una mera ficción, aunque quizá necesaria, y no un fenómeno real. Sin embargo, para Marx la ley del valor es tan real como el propio capitalismo, aunque se manifieste sólo en las relaciones de mercado y de precios. El hecho de que las relaciones de valor no sean observables no implica que los resultados de la ley también lo sean, sino sólo que se experimentan en otras formas, en las diversas contradicciones de la producción capitalista y en su desarrollo plagado de crisis".

#### Peter Fireman
Peter Fireman rechazó la solución de Schmidt y ofreció otra. Fireman señaló que las empresas con composiciones orgánicas más altas venden sus productos por encima de sus valores y que las empresas con composiciones orgánicas bajas venden por encima de sus valores pero "la suma total de precios sigue siendo igual a la suma total de valores", lo cual es el quid de la cuestión. Las diferencias entre precios y valores son solo una perturbación causada por la competencia y «en las ciencias exactas se procura no interpretar nunca una perturbación calculable con precisión como una contradicción de una ley». Engels consideró su interpretación del análisis marxista como errado pero le felicitó por "poner el dedo a la punta saliente".

#### Werner Sombart
El economista Werner Sombart, quien Engels considera el primer profesor alemán en entender a Marx, afirmó que el valor "no es un hecho empírico, sino lógico"; y "no se manifiesta en la relación de intercambio de las mercancías producidas de manera capitalista". El valor desempeñaría ningún papel es sólo una especie de “ley natural” con una función reguladora, "la forma histórica específica en la que se impone de manera determinante la fuerza productiva del trabajo".

"El tren de pensamiento [de Marx] es el siguiente: los precios se forman por la competencia ... Pero la competencia está ella misma regulada por la tasa de ganancia, la tasa de ganancia por la tasa de plusvalor, y ésta por el valor, que es en sí mismo la expresión de un hecho socialmente determinado, de la productividad social [del trabajo]. [Esta sucesión] se presenta ahora en el sistema de Marx en orden inverso: valor - plusvalor - ganancia - la competencia - los precios [de producción], etc. Si quisiéramos un eslogan, podríamos decir: lo que le interesa a Marx nunca es la motivación, sino siempre la limitación del capricho individual de los agentes económicos".

Considera que "el valor no es un hecho empírico, sino conceptual". Los hechos contradicen la teoría marxista fundamental del valor, pero es necesaria una simplificación teórica de la formación del valor y de los precios para permitir un estudio simple antes de introducir en la teoría económica elementos más realistas y complejos, como el hecho de que el físico admita que la fricción no existe. Sombart señaló además que históricamente las tasas de ganancia eran superiores en industrias con altas composiciones de capital. Posteriormente, Alexander Parvus también señaló hechos históricos precapitalistas que "obstaculizaban la concepción de un valor de cambio general fundado en el tiempo de trabajo de los productores" como sostuvo Engels con su "producción mercantil simple". Afirmó que "la formación del valor de cambio del trabajo y los problemas conexos del valor y la plusvalía no son más claros en esa etapa de la industria que en la actualidad".
Engels criticó que Sombart "esperaba un milagro" en tomo III y consideró "demasiado generalizado e impreciso" su "reducción de la significación de la ley del valor a la dominación de la fuerza productiva del trabajo como poder económico determinante".

#### Eduard Bernstein
Pocos años después de la muerte de Engels el socialdemócrata Eduard Bernstein escribió en su obra Las premisas del socialismo y las tareas de la socialdemocracia (1899) una serie de reflexiones acerca de la teoría económica de Marx. Dado que Marx sostiene en libro tercer de El capital que "las mercancías no se venden según su valor individual, sino según su precio de producción" entonces "el valor pierde toda cualidad concreta y se convierte en un concepto abstracto puro [...] una hipótesis abstracta". El valor es pues algo secundario al precio, lo cual no es otra cosa la utilidad marginal de la escuela de Hermann Heinrich Gossen, William Stanley Jevons y Eugen von Böhm-Bawerk. Como la plusvalía es una consecuencia derivada de la teoría del valor es también una hipótesis abstracta.

«El trabajo excedente de estos últimos es un hecho empírico, demostrable por la experiencia, que no necesita prueba deductiva. Que la teoría marxista del valor sea correcta o no, es completamente irrelevante para la prueba del plustrabajo. En este sentido, no es una demostración, sino sólo un medio de análisis e ilustración.»

Esta posición fue tildada como "revisionista" por el marxismo ortodoxo y criticada por Karl Kautsky y Rosa Luxemburgo.

### Respuestas marxistas posteriores
A mediados del siglo XX los marxistas contra la crítica matemática de Bortkiewicz optaron por defender solo las igualdades que consideran como las más importantes para la economía marxista, denominadas como "postulados de invariación". Para Josef Winternitz, fue la «suma de precios es igual a la suma de valores». Así, "la suma de todos los precios cambia sólo si y en la medida en que cambia el número de horas necesarias para producir la producción total o el valor de la mercancía-dinero". Luego, si se intercambian valores iguales pero los precios cambian el método de Marx seria siendo válido, siempre que se mantenga una tasa de ganancia igual en ambos. 

Es un hecho corriente que durante una rotación de capital, los precios cambien y que, para calcular la tasa de ganancia, los precios a un nivel diferente en una etapa posterior tengan que compararse con el valor del capital (principalmente capital fijo) puesto en producción antes, cuando prevalecía otro nivel de precios. [...] De hecho, el nivel de precios sube y baja en el ciclo comercial en desacuerdo con la suma de valores y la ecuación es válida sólo en el promedio de un ciclo completo".

Sin embargo, Mark Blaug (1997) señala una segunda condición de invariancia, que «el excedente total en términos de valor es igual a las ganancias en términos de precio»; es decir, que las ganancias dependan en del plustrabajo. Pero estas ambas condiciones no parecen cumplirse a la vez, por lo cual "solo es posible resolver el desafío original de Marx bajo supuestos muy restrictivos."
Otros marxistas rechazaron rotundamente la economía marxista y, en cambio, enfatizaron la política de las relaciones de producción. Por ejemplo, Ian Steedman en Marx after Sraffa (1977). “Las magnitudes de valor”, escribe Steedman, “son irrelevantes para la determinación próxima de la tasa de ganancia y de los precios de producción”. Dentro del marxismo analítico se defendió teoría de la explotación de Marx sin apelar a la teoría del valor-trabajo empleando conceptos de la economía neoclásica, teoría de juegos y elección racional. Según Michio Morishima, se puede concebir a Marx sin la teoría del valor siempre que se acepte la teoría de la explotación del “Teorema fundamental marxiano” (postulado por Nobuo Okishio), la cual es independiente del concepto de valor.
No obstante, otros marxistas creen que centrase únicamente en el cálculo de precios e ignorar el valor es erróneo. Paul Sweezy considera que tal método cae en el "fetichismo de la mercancía," ya que se "mistifica las relaciones sociales subyacentes de la producción capitalista".

Si creemos, con Marx y los grandes economistas clásicos, que la ganancia sólo puede entenderse como una deducción del producto combinado del trabajo social, no hay forma de prescindir del cálculo del valor y de la teoría del valor trabajo en la que se basa.

Alan Freeman tildó esta interpretación como una "psicopatología walrasiana" en el marxismo. Anwar Shaikh afirma que "el punto más importante" de Marx es que de la teoría del valor no pueden derivarse ciertas conclusiones que de una teoría que comience solo con los precios de producción (por ejemplo, la relación entre valor y el precio con su correspondencia entre producción y circulación). Como critica de la economía política "reducir la cuestión de la transformación a una cuestión de mero cálculo es simplemente reducir a Marx a la economía neoclásica". Tiago Camarinha Lopes similarmente sostiene que toda teoría del valor "tiene una dimensión de clase" y todo solución analítica al problema cae en la "redundancia del análisis de valor para la economía convencional" cuando en realidad habría que centrase una lectura política que favorezca los análisis marxistas. La pregunta fundamental previa de Shaikh a todo análisis de transformación: "¿Qué leyes deriva Marx de ella que no pueden derivarse del análisis económico convencional?"
Durante la década de los 60 y 70, en el apogeo de la Guerra Fría, los países socialistas comenzaron a diseñar aplicaciones prácticas para el cálculo económico en la comunidad socialista que permitieran derivar valores y precios de producción a partir de los precios reales (véase: COMECON). Por ejemplo, en Yugoslavia un grupo de economistas transformó "los precios corrientes en precios de producción basándose en un modelo de insumo-producto de 28 sectores". Estas planes de calcular los valores económicos a nivel estatal terminaron tras la disolución de la Unión Soviética.
Desde la década de los 80 comenzó a plantearse varias interpretaciones que resolvieran el problema (ver la siguiente sección). Por ejemplo, defensores de la interpretación temporal y de sistema único sostienen que la determinación de precios mediante ecuaciones lineales simultáneas (que suponen que los precios son los mismos al inicio y al final del período de producción) es lógicamente inconsistente con la determinación de valor por tiempo de trabajo, rechazan los principios de la prueba matemática de que el problema de transformación de Marx no tiene solución general. Por otro lado, autores como Mike Beggs sostiene que es difícil evitar una solución ad hoc del problema a la manera de los epiciclos de Ptolomeo, "incluso si se presenta en una forma lógicamente coherente".
Para Ernest Mandel los insumos no necesitan ser transformados ya que "los insumos en los ciclos actuales de producción son datos que se dan al comienzo de ese ciclo", por lo que basta con suponer que ya se calculan en precios de producción del ciclo de producción anterior para eliminar la inconsistencia lógica. Los precios de producción, como señala Shaikh, pueden calcularse directamente a partir de los mismos "datos económicos" que los "precios directos", por lo que "necesidad de tal transformación en primer lugar". Mandel también criticó la excesiva formalización matemática para resolver el problema:

"Sólo pueden formalizar interrelaciones previamente entendidas [...] Desafortunadamente, muchos autores de tales modelos operan suponiendo silenciosamente correlaciones que no han sido previamente demostradas o comprobadas empíricamente. Sus ecuaciones conducen a conclusiones que son, por supuesto, matemáticamente consistentes, pero que sin embargo pueden ser teóricamente erróneas".

Fred Moseley argumentó que en el método de Marx "no es necesaria ni apropiada" tal transformación. Su propósito no era crear una teoría de precios de mercado sino descubrir el origen de las ganancias, que es la plusvalía. Según Moseley "el valor total y la plusvalía se determinan en el nivel macroeconómico antes de la formación microeconómica de los precios de producción". En este sentido argumenta que la teoría del valor-trabajo "proporciona una capacidad explicativa superior para una amplia gama de fenómenos importantes de las economías capitalistas".
Hay académicos marxistas (por ejemplo, Anwar Shaikh, Makoto Itō, Gerard Dumenil y Dominique Levy, y Duncan Foley) que sostienen que no existe ningún procedimiento lógico indiscutible mediante el cual derivar las magnitudes de los precios a partir de las magnitudes de los valores, pero aun así piensan que no hay consecuencias letales para su sistema en su conjunto. En unos pocos casos muy especiales, la idea de Marx del trabajo como la "sustancia" del valor (intercambiable) no estaría abiertamente en desacuerdo con los hechos del equilibrio competitivo del mercado. Estos autores han argumentado que tales casos — generalmente — se observan– arrojan luz sobre la naturaleza "oculta" o "pura" de la sociedad capitalista. Así, las nociones relacionadas de Marx sobre plusvalía y trabajo asalariado todavía pueden considerarse básicamente ciertas, aunque sostienen que los detalles prácticos de su funcionamiento son más complicados de lo que Marx pensaba.
Kenneth May creía que el precio de producción es una "forma de valor", por lo que el verdadero problema de la economía marxista no residía en relacionar valores con precios de producción, sino en relacionar estos conceptos con precios reales de mercado.
H. D. Dickinson consideró que no es posible determinar exactamente las variables que permiten la transformación dada la indeterminación de la natural, luego solo importa que la relación entre valores y precios pueda determinarse. Paul Mattick priorizó el análisis de las condiciones socioeconómicas frente a "los economistas con inclinaciones matemáticas", cuyos modelos pueden ser útiles pero no pueden sustituir a la realidad. Para Ronald L. Meek, "el verdadero punto al que Marx" del problema era ilustrar "la proporción fundamental de la que dependía la ganancia todavía podía decirse que estaba determinada de acuerdo con el análisis del Tomo I" y no demostrarla matemáticamente.

"Sugerir que cualquier argumento de El Capital se sostiene o se derrumba con las ilustraciones aritméticas de Marx es revelar una grave incomprensión de su método, y sería igualmente erróneo, creo, intentar "rescatar" a Marx de sus errores con la ayuda de fórmulas matemáticas".

Carlos Fernández Liria y Luis Alegre Zahonero defienden que Marx no estaba interesado en la transformación de precios sino más bien que para Marx no podía existir economía política sin valor, así como para Galileo Galilei no podía existir física sin inercia. Entonces si el capitalismo no funciona según la ley del valor, es culpa del capitalismo y no de la ley del valor.
Gérard Duménil y Duncan Foley rechazaron las críticas de Samuelson y Steedman debido que "el objetivo de Marx no era mostrar que es imposible calcular los precios de producción si los valores no han sido determinados previamente, sino más bien mostrar que la teoría de la explotación es consistente con el principio de la competencia capitalista". Para Paul Burkett, el propósito principal de Marx en El capital "no era teorizar los precios de mercado", sino explicar el origen de la ganancia y "revelar la ley económica del movimiento de la sociedad moderna". William Baumol también estuvo de acuerdo:

"Mi argumento es que el interés de Marx en el análisis de la transformación, como continuación de su teoría del valor, no se centraba en la fijación de precios. Más bien, buscaba describir cómo se producen los ingresos no salariales y cómo se redistribuye este agregado [...] la esencia del análisis de Marx puede resumirse en una simple parábola, en la que la economía se describe como un conjunto de industrias, cada una de las cuales contribuye a un almacén que contiene plusvalía total [...] si utilizamos unidades de trabajo para medir estas cantidades, la contribución de cada industria es proporcional a la cantidad de trabajo que utiliza." Baumol (1974)

Finalmente, también se ha sugerido que dado que "el capitalismo nunca está en equilibrio, sino siempre turbulento y cambiante" este problema puede ser ignorado. Según Paul Mattick, "los esquemas de reproducción de Marx no se refiere al mundo real de las relaciones de precios, sino que es un dispositivo metodológico". El equilibrio económico de la reproducción simple no se mantenga "parece obvio" en una economía capitalista, pero "esto no tiene nada que ver con su existencia y su continuación". Dado "es un hecho evidente que las mercancías deben ser producidas, y se producen, por el trabajo humano" en la producción capitalista entonces la determinación del precio por relaciones de valor se "muestra empíricamente", y el "problema de transformación" se relega a los "magos matemáticos" de la "economía de producción post-marxista".

## Soluciones modernas

### Método iterativo

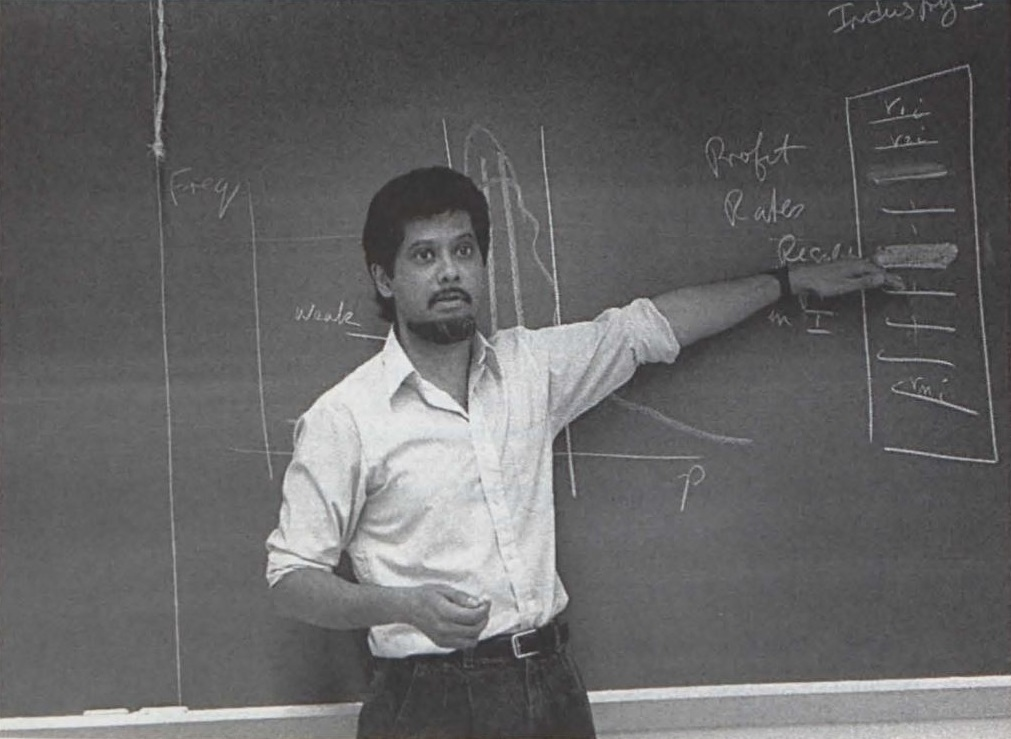
Anwar Shaikh.

En 1973, Anwar Shaikh y Michio Morishima desarrollaron independientemente método iterativo de transformación cálculos secuenciales en lugar de ecuaciones lineales simultáneas bajo postulados dados de invariancia. Rolando Astarita resume el procedimiento de la siguiente manera:

[E]n lugar de detenerse en el primer cálculo de los precios de producción, continúan en una segunda, tercera y sucesivas rondas, introduciendo en cada una de ellas los precios de producción obtenidos en las rondas anteriores como precios de insumos. El resultado es que rápidamente los precios de producción, y la tasa de ganancia, convergen hacia los precios de producción y la tasa de ganancia calculados por medio del sistema de ecuaciones.

A diferencia de la visión estática de la economía, donde la conversión de valores a precios es directa, Shaikh (1977) argumenta que la relación es más compleja. El procedimiento de Marx es el "primer paso" de una transformación iterativa de los "precios directos" (precios proporcionales a los valores) a los precios de producción. Los precios son dinámicos y pueden cambiar, debido a variaciones en la oferta y demanda, pero tienden a regresar a un equilibrio a largo plazo. Shaikh describe que este proceso ocurre "ocurre continuamente y, en su forma pura, actúa modificando los precios de productos individuales, dejando intacta la suma de precios de una masa dada de productos".
Ernest Mandel, si bien comparte la postura de Shaikh "de que el valor y la plusvalía solo pueden crearse mediante el trabajo vivo en el proceso de producción, y que la ganancia se origina en la plusvalía" también criticó que en solución "la suma de la ganancia puede diferir, y generalmente lo hace, de la suma de la plusvalía".

### Nueva interpretación
La "Nueva Solución" o "Nueva Interpretación (NI)", fue propuesta independientemente por Gérard Duménil (1983, 1984), Duncan Foley (1982) y Alain Lipietz (1982). Esta interpretación "argumenta que el capital variable no se deriva de una cantidad dada de medios de subsistencia, sino que se toma como dado, como la cantidad real de capital monetario adelantado", en términos de salarios, "para comprar fuerza de trabajo en la economía capitalista real, y que esto es igual al precio de producción de los medios de subsistencia". Esta misma cantidad de capital se toma como dado para la determinación de valores o precios de producción. "En otras palabras, el capital variable no cambia en la transformación de valores en precios de producción". También se utiliza "el valor neto en lugar del valor bruto para evitar la doble contabilización". Foley y Duménil rebautizaron la solución como "Teoría del valor-trabajo de un solo sistema (SS-LTV)".
Fred Moseley criticó que esta interpretación todavía toma el capital constante "como el valor hipotético de los medios de producción y luego como sus precios reales de producción", lo cual todavía violaría las igualdades agregadas y vuelve al valor «redundante».

### Interpretación simultánea de sistema único
Otro enfoque "más radical" es la "Interpretación Simultánea de Sistema Único (SSSI)" propuesta por Richard D. Wolff, Antonino Callari y Bruce Roberts (1984) donde se sostiene que "en el mismo sistema de precios se manifiestan tanto valores como precios de producción". Mientras que el enfoque tradicional es la "determinación matemática unidireccional de los precios por los valores" (Valores → Precios), en la SSSI sostiene una "determinación mutua bidireccional", es decir, "los valores se transformaron en precios y los precios se transformaron en valores" (Valores ↔ Precios). Esto es debido a que "tanto el capital constante como el variable son las mismas magnitudes en la determinación de los valores y los precios de producción, y que estas magnitudes de capital son iguales a los precios de producción de los medios de producción y de los medios de subsistencia".  Luego: "No hay necesidad de debatir cuál es correcto [...] El mejor enfoque es explorar y aprender de sus diferencias, lo que cada uno enseña y prioriza, lo que cada uno ilumina y lo que oscurece".
Los autores argumenta que Marx asume los valores como iguales a los precios para analizar mejor el plusvalor en el tomo I, aunque todo forma de valor difiera del valor como tiempo de trabajo socialmente necesario. Es en el tomo III que se analiza la distribución del plusvalor bajo los efectos del mercado debido a la circulación de mercancías típico del modo de producción capitalista. Marx concibe la economía capitalista como "una red de relaciones de clase dentro de la cual tanto los procesos de producción como los de circulación condicionan conjunta e interactivamente los resultados cuantitativos resultantes". Así la solución vendría dada por la "interdependencia entre valor y forma de valor". La forma del valor es "un elemento constitutivo para determinar la magnitud del valor de la mercancía" y cuando "los valores de cambio de las mercancías se transforman en precios de producción a través del intercambio de equivalentes en el mercado, esta transformación debe incluir aquellas mercancías compradas como elementos de capital constante. Sus precios de producción se incorporan luego al valor de la producción recién producida, ya que esos precios de producción expresan el tiempo de trabajo ahora socialmente necesario para producir esa producción".
Esta interpretación ha sido criticada por mantener que una determinación simultánea, similar a la interpretación sraffiana de la teoría de Marx, en vez de una determinación secuencial o temporal. Debido a ello, Alan Freeman plantea el valor como redundante. Por otro lado, Fred Moseley critica que en esta interpretación "la plusvalía total no juega ningún papel en la determinación de la tasa de ganancia".

### Interpretación temporal y de sistema único

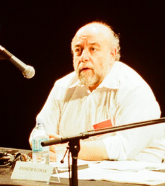
Andrew Kliman.

Mientras que en la interpretación simultánea "el sistema de valores y el sistema de precios se determinan al mismo tiempo", según la "Interpretación temporal y de sistema único (TSSI)" propuesta por Alan Freeman, Andrew Kliman y otros; "la transformación se produce en un orden cronológico", por lo que "los precios de entrada y salida pueden diferir" y las famosas igualdades de Marx de cada período están determinadas por los precios y valores del período anterior".  En esta interpretación la tasa media de ganancia igual es una tendencia. Kliman afirmó:

"La reproducción simple y la rentabilidad uniforme requieren que los suministros sean iguales, pero pueden ser iguales incluso si los precios de los insumos y los productos del período 1 son desiguales. Dado que los productos de un período son los insumos del siguiente, lo que se necesita para que la oferta sea igual a la demanda es que los precios de los productos del período 1 sean iguales a los precios de los insumos del período 2. Pero siempre son iguales; el final de un período es el comienzo del siguiente, por lo que los precios de producción de un período necesariamente son iguales a los precios de los insumos del siguiente período. Una vez que se reconoce esto, las pruebas de Bortkiewicz fallan".

Fred Moseley critica que en la Interpretación del Sistema Único Temporal "los precios de producción son precios a corto plazo que se aplican a un solo ciclo" y no se mantendrían las igualdades agregadas a largo plazo. Para Moseley la TSSI malinterpreta los precios de producción de Marx y no explica cómo cambian de un período a otro manteniéndose como “centro de gravedad” durante largos períodos de tiempo. Gary Mongiovi criticó la interpretación como "economía vulgar" por reducir valores por precios de forma tautológica. Esta crítica fue también sostenida por Jonathan Nitzan y Shimshon Bichler:

Mientras que la teoría del valor-trabajo de Marx pretende razonar los fenómenos según su “esencia”, los defensores de la TSSI se mueven en la dirección opuesta. No sólo han convertido su teoría en una tautología irrefutable, sino que, al definir los valores-trabajo en términos de precios, han hecho prácticamente imposible trascender la propia apariencia que quieren explicar. Han acabado en un dogma.

### Desarrollo cualitativo
El denominado "desarrollo cualitativo" surge a partir de la obra de Isaak Rubin y de Paul Mattick (1972), donde "el lado cualitativo del análisis de valor se convierte en el centro de atención. [...] El vínculo entre valor y precio sería más bien un desarrollo de categorías, una conexión entre expresiones en diferentes niveles de abstracción, y no un procedimiento lógico-matemático". Según este enfoque "la conversión cuantitativa de valores en precios de producción sería un método incorrecto para abordar el problema".

### Interpretación probabilística

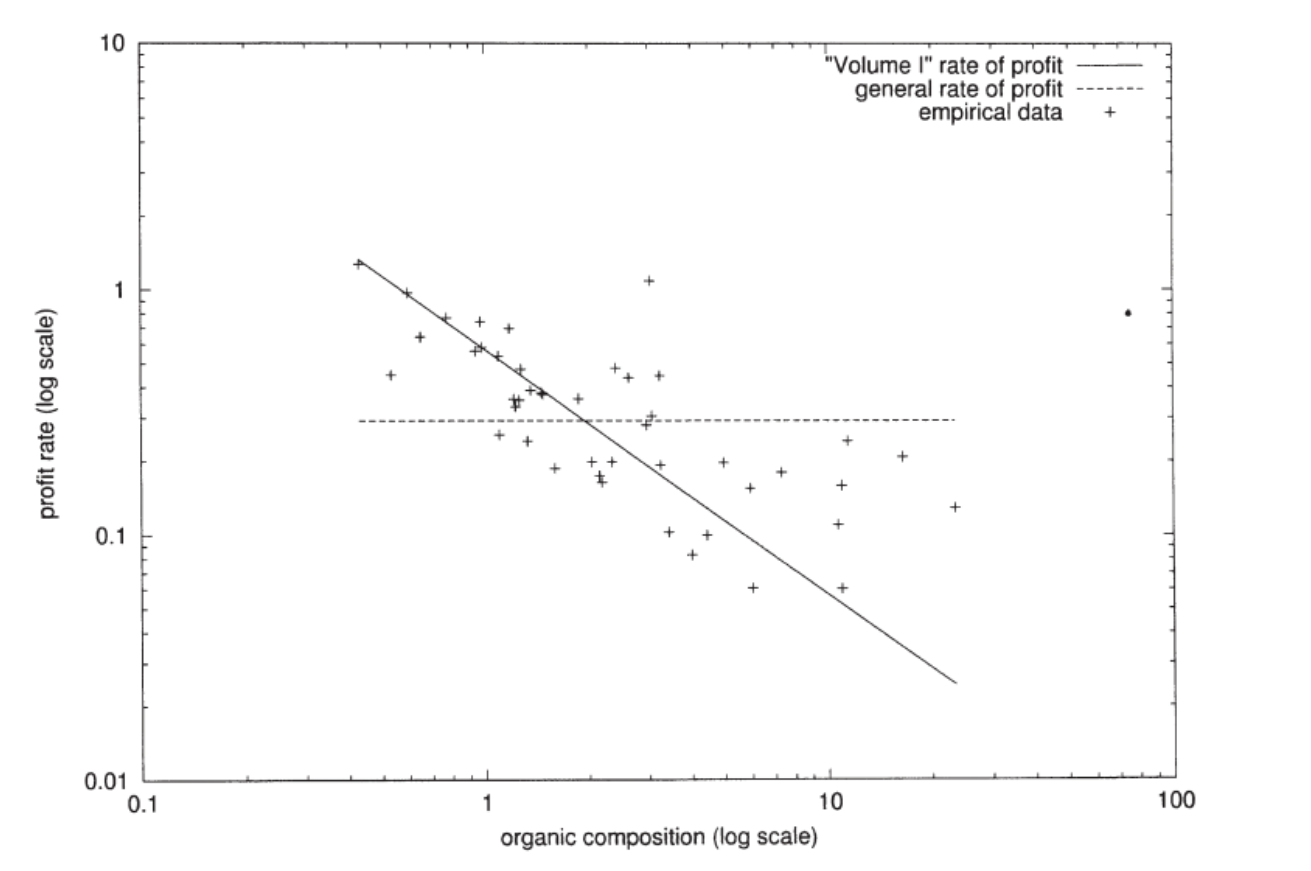
Diagrama que muestra correlación directa entre las tasas de ganancia y las composiciones orgánicas en 47 sectores de la economía estadounidense de 1987 (Cockshott y Zachariah, 2021).

Dentro de la econofísica surgió la "interpretación probabilística" propuesta por Emmanuel Farjoun y Moshe Machover (1983) en Laws of Chaos (ver referencias), donde "disuelven" el problema de la transformación reconceptualizando las categorías económicas relevantes como variables aleatorias en lugar de cantidades numéricas determinadas. En particular, Farjoun y  Machover consideran que las tasas de ganancia alcanzan una distribución de equilibrio. Mediante una analogía heurística con la mecánica estadística de un gas ideal los lleva a la hipótesis de que esta distribución de equilibrio debería ser una distribución gamma.
Paul Cockshott y Allin F. Cottrel (1998) argumentan mediante estudios empíricos y estadísticos que parece haber una divergencia algo pequeña en los precios por encima de los valores, pero estos últimos son más cercanos "a la realidad observada del capitalismo". En consecuencia, Cockshott y David Zachariah (2021) rechazaron la existencia de una tasa media de ganancia en el mercado, defendiendo en su lugar la correlación positiva entre valores y precios. Como concluye Nils Fröhlich (2013), "el supuesto de una tendencia hacia la igualación de la tasa de ganancia es empíricamente falso y teóricamente insostenible" y "la base del debate sobre la transformación parece ser errónea porque las tasas de ganancia y la intensidad del capital están correlacionadas negativamente". Por otro lado, R. E. Greenblatt (2014) propuso un modelo estocástico en el que los valores laborales aparecen como una propiedad emergente junto con un diferencial de tasas de ganancia.
Críticos a las investigaciones empíricas como Andrew Kliman, Jonathan Nitzan y Shimshon Bichler consideran las correlaciones de precios y valores observadas pueden ser espurias. Ian Wright critica que la alta correspondencia entre valores y precios no es suficiente para explicar una relación 1:1 entre los dos. Dichas diferencias, Wright sostiene, son todavía debido la tendencia a la igualación de las tasas de ganancia, "incluso si esa tendencia nunca se realiza plenamente". Por lo tanto, esta interpretación no resuelve sino que ignora el problema. Victor Magariño (2024) también observó una débil tendencia hacia la igualación de las tasas de beneficio de la economía noruega. Guglielmo Carchedi criticó esta interpretación como errónea ya que confunde términos caos con determinación y su analogía es engañosa porque un gas ideal tiende al equilibrio termodinámico mientras la economía es inestable y tiende hacia crisis cíclicas.

### Interpretación monetaria

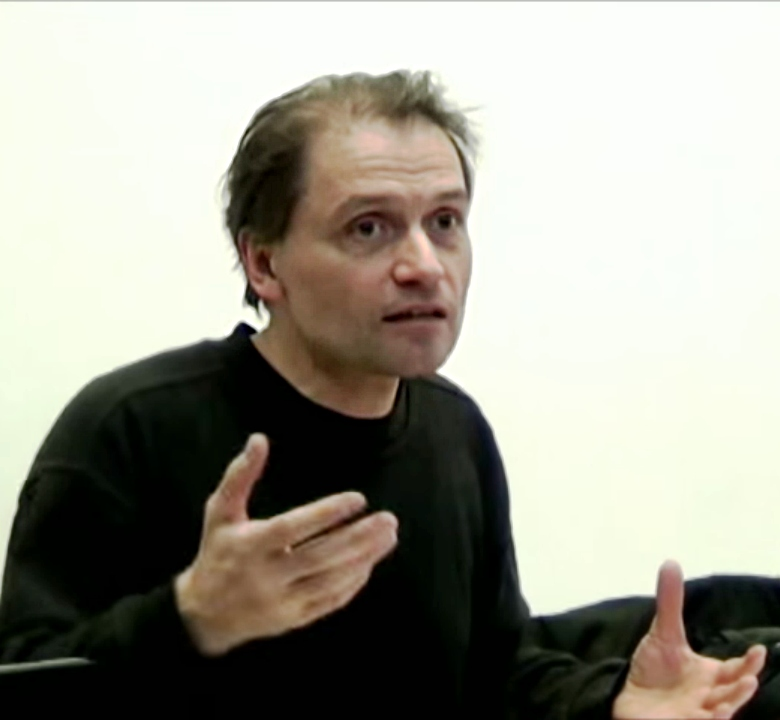
Michael Heinrich.

Michael Heinrich (2012) defendió dentro de la "Nueva lectura de Marx" una teoría monetaria del valor, donde "la mercancía y el valor no pueden existir y tampoco pueden conceptualizarse sin referencia al dinero". Luego "no puede tener sentido ningún tipo de procedimiento para calcular los precios de producción a partir de los valores". Sostiene que "la transición del valor y la plusvalía al precio de producción y al beneficio medio no es una secuencia histórica o incluso temporal, sino más bien una transición entre diferentes niveles de descripción". El problema representa "un avance conceptual de la determinación de la forma de la mercancía".

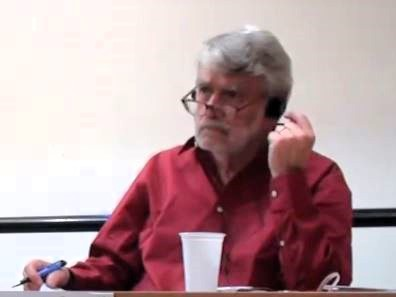
Fred Moseley.

Fred Moseley (2005, 2016) propuso a partir de la teoría monetaria de Marx una interpretación "macro-monetaria" desde un "enfoque secuencial, monetario y de sistema único".  Moseley critica que en el problema "no se supone que los insumos de capital constante y capital variable sean transformados" durante el proceso de producción. Tradicionalmente se considera que "el dinero-mercancía tiene un precio-valor (precio proporcional al tiempo de trabajo) y también un precio de producción, que podría ser diferente de su precio-valor". Para Moseley "el dinero-mercancía no tiene precio-valor ni precio de producción" y "la ganancia obtenida en la industria aurífera es siempre idéntica a la plusvalía", por lo que no se requiere transformación.
La interpretación de Moseley abraza de la NI y la TSSI que el capital inicial invertido (constante y variable) son " cantidades de dinero dadas y predeterminadas", por lo que "no hay dicotomía entre sistema de valores y sistema de precios". Estos últimos son una forma de valor. Los precios de producción "se aproximan, a largo plazo, a un promedio a los valores". El valor para Moseley es pues una variable "macromonetaria" (la cantidad total de trabajo agregado en un año determinado más la depreciación del capital fijo en ese año), que luego se concreta al nivel de los precios individuales de producción, lo que significa que los "valores individuales" de las mercancías no existen.
Alan Freeman criticó la interpretación macro-monetaria como simultaneista, por lo que "el dinero pagado por los vendedores es diferente del dinero recibido por los compradores"; y por asociar el dinero con el precio, lo cual "tiene más en común con las teorías del valor de Ricardo, Walras, von Bortkiewicz y Sraffa, que con la teoría de Marx".

### Error categorial
Ian Wright (2014) defendió que el problema de la transformación es un "error categorial" al suponer que "los valores-trabajo clásicos, que miden los costos de producción estrictamente técnicos o materiales, son del mismo tipo lógico que los precios naturales, que miden los costos de producción no técnicos o sociales". Wright propuso en su lugar una "teoría general del valor-trabajo" donde los costos nominales totales (es decir, los precios de producción) se comparan con los costos laborales totales (o "valores de trabajo superintegrados"). En consecuencia, los valores y precios del trabajo en condiciones de equilibrio adecuadas son mutuamente consistentes.